# Crotone
Crotone (, AFI: [kroˈtone], Cotrone fino al 1928, Cutroni in calabrese) è un comune italiano di 58 071 abitanti, capoluogo dell'omonima provincia in Calabria.
La città fu fondata da coloni greci provenienti dalla regione dell'Acaia nella seconda metà dell'VIII secolo a.C. nel luogo di un preesistente insediamento indigeno, e rappresentò grazie alla diffusione del fenomeno italico-pitagorico uno tra i centri più importanti della Magna Grecia. La città vecchia si sviluppa in un dedalo di stretti vicoli e piazzette fino al duomo e alla centrale piazza Pitagora, punto di contatto tra città "vecchia" e "nuova".
A Crotone sono stati intitolati l'omonimo cratere sulla superficie di Marte e l'omonimo cacciamine della Marina Militare Italiana, oltre a dare il nome all'omonimo genere di funghi e a un prestigioso premio letterario.

## Geografia fisica

### Territorio

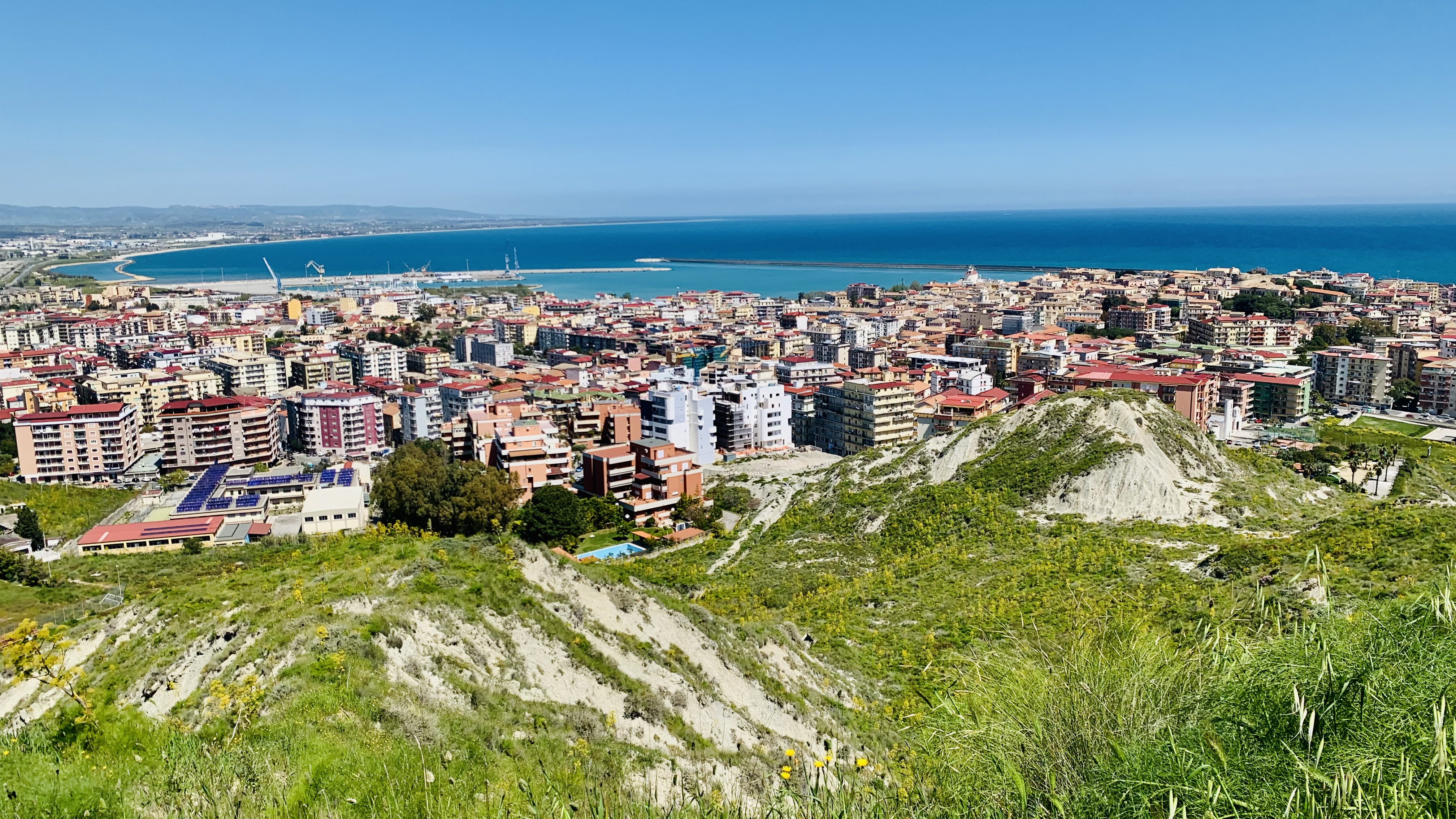
Panorama di Crotone dalla collina di Santa Lucia.

La città è situata sul versante est della Calabria, si affaccia sul mar Ionio presso la foce del fiume Esaro, e il territorio comunale fa parte dell'Autorità del bacino interregionale del fiume Esaro. Il comune ha una superficie di 182 km² e il capoluogo si trova a 8 m s.l.m.
Il territorio meridionale è immerso interamente nell'area marina protetta di Capo Rizzuto e inoltre, a fare un ulteriore supplemento a questo scenario, è presente il promontorio di Capo Colonna dove è rimasta l'unica colonna del Tempio di Hera Lacinia, anticamente detto Lakinion Akron, che chiude la città in una grande conca che la divide dal golfo di Squillace.

### Clima
Il clima si presenta temperato. L'inverno è generalmente mite, anche se sono possibili temporanee ma repentine diminuzioni di temperatura con occasionali nevicate, in caso di afflusso di aria polare. L'estate è calda ma discretamente ventilata dalla brezza di mare; solo in presenza di ondate di calore con venti di scirocco o libeccio, le temperature massime possono attestarsi attorno ai 40 °C ma con bassi tassi di umidità relativa. Anche i venti forti caratterizzano il clima crotonese. Il 25 novembre 2018 una tromba d'aria ad alta intensità energetica ha interessato l'immediata periferia di Crotone.
Le precipitazioni si concentrano principalmente in autunno, con massimo secondario invernale; tra la primavera e l'estate può accentuarsi notevolmente la siccità, con qualche raro temporale pomeridiano.

## Origini del nome
La leggenda narra che il nome Crotone derivi dal nome dell'eroe "Crotone", figlio di Eaco, che morì ucciso per errore dal suo amico Eracle. Questi, per rimediare all'errore compiuto e per onorare l'amico che lo aveva ospitato, lo fece seppellire con solenne cerimonia sulle sponde del torrente Esaro e poi vicino alla tomba fece sorgere la città a cui diede il suo nome.
Secondo una leggenda, l'oracolo di Apollo a Delfi ordinò a Miscello di Ripe di fondare una nuova città nel territorio compreso fra Capo Lacinio e Punta Alice.
Dopo aver attraversato il mare ed esplorato quelle terre, Myskellos pensò che sarebbe stato meglio fermarsi a Sybaris, già florida e accogliente anziché affrontare i pericoli e le difficoltà nella fondazione di una nuova città. Il dio adirato gli ordinò di rispettare il responso dell'oracolo.
Secondo Ovidio, nel quindicesimo libro delle Metamorfosi, il re Romano Numa Pompilio, noto per la sua saggezza e sete di conoscenza, volle esplorare le terre Italiche e si recò nella città dove un filosofo, esule dalla Grecia, fondò la sua scuola (si trattava di Pitagora). Lì interrogò un anziano crotoniate sul perché fosse nata quella città greca in Italia e quello gli rispose che Eracle, fu ospitato con grande onore da Crotone, re del posto, al quale predisse che in poche generazioni in quel luogo sarebbe nata una grandissima città. Eracle comandò in seguito ad un certo acheo di nome Myskellos di andar lì e fondare una città che fu chiamata, appunto, Crotone.
Un'altra tradizione fa risalire il nome della città all'eroe Kroton, fratello di Alcinoo re dei Feaci.
Infine, una possibile spiegazione del nome lo lega al verso (crocidio) emesso dagli aironi o dalle gru che popolavano le paludi costiere. In effetti un airone compare accanto al tripode su alcune tra le più antiche monete argentee di Kroton.

## Storia

### Antichità
(Discorso dell'Oracolo di Delfi ai coloni achei nel VII secolo a.C.)
Il promontorio di Κρότων (Krótōn) in greco antico, era abitato da popolazioni indigene, forse enotri e japigi, già nell'età del bronzo e nella prima età del ferro. La fondazione greca di Crotone risale al 708 a.C., come citato da Eusebio di Cesarea nel suo Chronicon, sebbene altre fonti la rimandino al 710 a.C., o, secondo Pausania ed Erodoto, al tempo del re Polidoro, nel 743 a.C.
La fondazione storica della città avvenne ad opera degli Achei provenienti dalla montuosa regione dell'Acaia.
Dopo una coesistenza iniziale relativamente pacifica, tra le città magnogreche, verso la metà del VI secolo a.C. iniziarono le discordie, che riproducevano a distanza lo scontro tra Atene e Sparta. Nel 560 a.C. Kroton e Locri iniziarono una guerra decennale, che si concluse con la battaglia della Sagra, vinta dai Locresi, sostenuti da Sparta.
La città era famosa per il suo clima salubre, per la bellezza delle sue donne, per le fertili campagne e per la forza fisica dei suoi uomini, tra cui ricordiamo il pluri-olimpionico Milone, tanto che superò ogni altra città greca nel numero di vincitori ai giochi panellenici e nei Giochi olimpici: un proverbio diceva «ultimo dei Crotoniati, primo dei Greci».
Una leggenda narra che Milone partì dalla polis ionica portando un vitello e giunse ad Olimpia con un toro sulle spalle, destando meraviglia e clamore, e vincendo quindi numerose gare.
La costa presentava un profilo molto diverso da quello attuale. Nel tratto di mare tra l'antica Krimisa (l'odierna Cirò, patria di un vino che - secondo alcuni eruditi - veniva dato in premio ai vincitori dei giochi olimpici ateniesi) e l'attuale Le Castella, a poche miglia dalla riva secondo Plinio il Vecchio (Naturalis Historia, Liber III, 10) sarebbero esistite cinque isole visibili dalla costa e ormai inghiottite dal mare: Meloessa, Tyris, Eranusa (situate tra Capo Colonna e Le Castella), Ogigia e Dioscoro (quest'ultima a 10 miglia dalla costa). A Le Castella sono presenti resti archeologici sommersi. In particolare, nel fondale antistante il castello, l'archeosub Luigi Cantafora ha fotografato i resti di cave sommerse, scale, e cisterne per la conservazione dell'acqua.
Kroton fu anche celebre per i suoi medici tra cui ricordiamo Democède (amico di Pitagora) ed Alcmeone, il quale introdusse la sperimentazione trasformando la medicina, che fino ad allora era contaminata da magia e superstizione, in una scienza.
Pitagora, nato a Samo nel 572 a.C., si trasferì - intorno al 530 a.C. - a Kroton presso l'amico Democède, creando una scuola di sapere di scienza, matematica, musica, la scuola pitagorica.
Pitagora con i suoi discepoli conquistò il potere politico della città: in pochi anni si consolidarono governi pitagorici in molte pòlis della Magna Grecia costituendo una sorta di confederazione fra città-stato con capitale Kroton, come risulta da numerose monete coniate fra il 480 e il 460 a.C.
Molti anni dopo l'arrivo di Pitagora, Kroton mosse contro Sibari, importante pòlis situata circa 100 km a Nord di Crotone, che poco aveva a che fare con gli ideali pitagorici. Nel 512 a.C., tre nobili crotoniati vennero uccisi e i loro corpi furono dati in pasto ai lupi che affollavano le paludi intorno a Sibari, perché uno di loro si era innamorato di una bellissima vestale dagli occhi azzurri, che aveva tentato di rapire. Quando Sibari fu capeggiata da Telys molti aristocratici furono costretti a fuggire a Crotone per rifugiarsi. Alla richiesta di Telys di consegnare gli esuli sibariti, i Crotoniati rifiutarono. Questi fatti, aggiunti alla concorrenza dovuta a motivi commerciali, politici e di diversa appartenenza religiosa, convinsero i crotoniati a scendere in guerra contro Sibari. Nel 510 a.C. iniziò una battaglia che si concluse presso l fiume Trionto (nei pressi di Mirto Crosia). Secondo la leggendaria tradizione, si erano fronteggiati ben 100.000 crotoniati, guidati dall'atleta olimpico Milone, contro i sibariti che li superavano per tre volte. La vittoria arrise a Kroton nonostante l'inferiorità numerica poiché i sibariti usarono, per la battaglia, un esercito di mercenari e cavalli ammaestrati a eseguire passi di danza negli spettacoli al suono dei flauti. I crotoniati iniziarono a suonare i flauti, eseguendo la stessa melodia con la quale i cavalli erano stati ammaestrati per danzare, col risultato che le avanguardie delle truppe sibarite furono disarcionate immediatamente. E dopo settanta giorni di saccheggi venne deviato il corso del fiume Crati i cui flutti fecero sparire Sibari per sempre.
Giunta al massimo della sua egemonia politica e culturale, Kroton fu travolta da una serie di conflitti sociali che sfociarono nella sanguinosa rivolta guidata dall'oligarca Cilone di Crotone durante la quale molti pitagorici furono trucidati e lo stesso Pitagora dovette fuggire da Kroton e riparò infine a Metaponto. Parallelamente caddero anche gli altri governi consimili e vi furono stragi e persecuzioni di pitagorici in tutte le pòlis italiote.
Nel 480 a.C. Faillo di Crotone armò a sue spese una nave radunando i crotoniati dimoranti in Grecia e partecipò alla battaglia di Salamina. Mezzo ceppo d'ancora in pietra riportante il suo nome è stato rinvenuto a Capo Cimiti, e attualmente è conservato presso il Museo Archeologico Nazionale di Capo Colonna a Crotone.
Caduto il governo pitagorico, Kroton visse un periodo di decadenza. Costituì, con Metaponto e Caulonia, la Lega Italiota per difendersi dagli attacchi delle popolazioni lucane. Nel 383 a.C. la federazione fu sconfitta da Dionigi I di Siracusa in una sanguinosa battaglia.
Lo storico romano Tito Livio scrisse ne Ab Urbe Condita che le mura di Crotone avevano un perimetro di dodicimila piedi prima dell'arrivo di Pirro ma, dopo la guerra dei Romani contro costui, oltre metà delle case della città erano disabitate. Inoltre la città era nota per il tempio di Lacinia Giunone. Esso aveva un bosco con una vasta prateria in cui gli animali sacri alla dea pascolavano senza un pastore e non venivano mai feriti, né da animali selvatici, né da umani. I Romani conquistarono Kroton, Croto in latino, nel 277 a.C., guidati dal console Cornelio Rufino. Durante la seconda guerra punica, Annibale vi tenne i suoi accampamenti invernali per tre anni e di qui si imbarcò per l'Africa nel 203 a.C. Nel 194 a.C. vi fu dedotta una colonia romana.
Resti di elementi architettonici appartenenti ad edifici monumentali di età greca (del V sec. a.C.) sono stati individuati (fine anni novanta del XX sec. - anno 2007) in Piazza Castello, corrispondente al punto più alto dell'acropoli dell'antica pòlis.
Gli scavi del 2009-2010 della Soprintendenza per i Beni Archeologici della Calabria - Ufficio territoriale di Crotone hanno individuato un grande edificio del I-II secolo d.C. con impianto termale, collocato sul versante nord-orientale dell'attuale centro storico (discesa Fosso-Largo Palazzo Giunti). Tale edificio nasce su una domus di età repubblicana, attribuibile alla colonia romana del II sec. a.C. A sua volta, tale costruzione poggia le sue fondazioni sui resti delle mura urbiche di età greca (IV sec. a.C.), costruite in grandi blocchi di calcarenite locale. Il complesso è stato rinterrato e non è attualmente visitabile.

### Medioevo

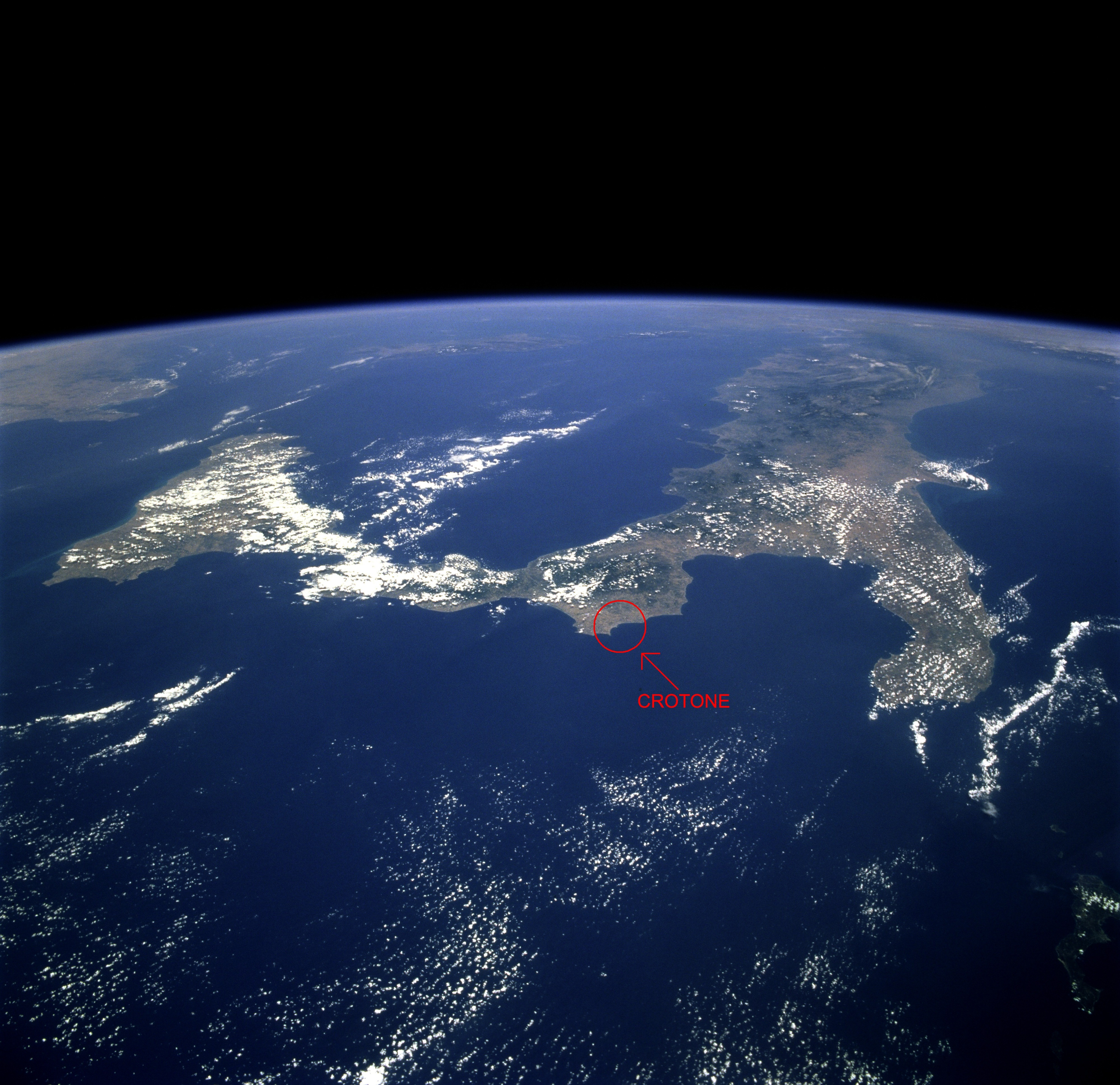
La città di Crotone in una fotografia scattata dallo Space Shuttle Columbia il 28 giugno 1996, durante la missione spaziale STS-78 della NASA.

Seppur decaduta durante l'impero romano, la città risorse nuovamente in epoca bizantina, quando fu sede di un presidio (548). Nel 596 fu occupata dai Longobardi del Ducato di Benevento, sotto cui restò però per poco tempo.
Le ricerche archeologiche (2009-2010) a piazza Villaroja, nel settore sud-occidentale del centro storico, dirette da Domenico Marino della Soprintendenza per i Beni Archeologici della Calabria hanno messo in luce una chiesa paleocristiana (intitolata forse a san Giorgio) fondata direttamente sui resti della città d'età romana imperiale.
Nel 1284 fu concessa dagli Aragonesi ai Ruffo di Catanzaro. Alla morte nel 1434 di don Niccolò, figlio di Antonello e ultimo marchese di Crotone, gli successe la figlia Giovannella, assassinata nella sua dimora un anno dopo. Indi le successe la sorella Enrichetta, che sposò in seconde nozze il nobile spagnolo Don Antonio Centelles, conte di Collesano e principe di Santa Severina, senza eredi.

### Età moderna
L'imperatore e re di Spagna Carlo V le concesse ampi privilegi, e ne fece potenziare il porto. Nel 1541, il viceré Don Pedro di Toledo fece restaurare e fortificare il castello preesistente, oggi noto come Castello di Carlo V, con intervento ad opera di Gian Giacomo dell'Acaya.
Nel XVI secolo la città venne chiamata "Cotrone". Le ricerche sviluppate dalla Soprintendenza per i Beni Archeologici della Calabria (2010-2011), sotto la direzione dell'archeologo Domenico Marino, stanno mettendo in luce notevoli resti di edifici pertinenti ad età borbonica nel cosiddetto Orto Candela, ai piedi del castello.
Tra le famiglie più importanti che ressero per diversi secoli fino agli albori della storia unitaria, non solo i destini della città e dei territori di Crotone, ma addirittura di tutta la Calabria ultra, si annoverano di certo i Berlingeri e i Suriano, che accrebbero il loro potere a partire dall'inizio del '600. Contrassero matrimoni tra le loro famiglie più volte e successivamente, specie i Suriano, ramo derivante da quello siciliano e prima ancora catalano, con i D'Ayerbis d'Aragona (che valse ai Suriano la trasmissione dei titoli ducali e marchionali, matrimonio contratto tra don Gio. Battista i D'Ayerbis o D'Ayerbe d'Aragona e Dianora Suriano figlia del Marchese Don Detio e di donna Beatrice Della Motta Villegas), i Montalcino, i della Motta Villegas, i Montespinello, i De Castillo. e tante altre potenti famiglie. In ultimo i Suriano si imparentarono con la nuova famiglia immigrata a Crotone agli inizi del '600: i Lucifero con cui contrassero molte alleanze matrimoniali, ultima fu quella tra Livia Suriano e don Giuseppe Lucifero; donna Ippolita Suriano, figlia del Marchese don Pietro e di donna Maria del Castillo, sposò il Barone don Fabrizio Lucifero e gli portò in dote un terzo dell'immenso feudo di Aprigliano detto perciò di Apriglianello, feudo su cui era posto il titolo marchionale e che permise poi ai Lucifero di ottenere il suddetto titolo di Marchesi di Apriglianello. Muzio Suriano, arcivescovo di Santa Severina, fu uno dei più lungimiranti e saggi arbitri dell'aspra politica attuata fra le sanguinose dispute tra i Montalcino e i Suriano, che furono anche i primi imprenditori a livello industriale per la lavorazione della liquirizia. Una Suriano Ralles si sarebbe poi riunita con matrimonio al ramo siciliano dei Suriano attorno alla seconda metà del 1700. Molti palazzi, monumenti ecclesiastici, cappelle ove sono sepolti i Berlingeri, i Suriano, assieme a strade urbane ecc, armi di famiglia, intitolazioni di piazze, testimoniano la potenza delle famiglie Suriano, Berlingeri, Villegas, Ayerbe e Lucifero, tra loro tutte imparentate, ancor oggi in Crotone e sono la dimostrazione tangibile della potenza di queste famiglie nella Calabria ultra, ma anche in Basilicata, Puglia e fino a Napoli.
Nel 1799, seguendo i moti di ribellione contro i Borboni nati in tutto il meridione, la città proclamò la sua adesione alla Repubblica Napoletana. L'arrivo via mare di un bastimento francese fornì l'occasione adatta per costringere alla resa i pochi militari di guardia, ed in poco tempo si elesse il primo governo provvisorio della repubblica. Tuttavia, a distanza di poco più di un mese, l'Esercito della Santa Fede in Nostro Signore Gesù Cristo guidato dal cardinale Fabrizio Ruffo riuscì a riconquistare la città dopo un assedio di pochi giorni, riportandola così sotto il dominio di Ferdinando IV.
Nel 1806 la città venne nuovamente occupata dall'esercito francese a seguito delle tensioni nate in seno alla nascita della Terza coalizione. Per calmare gli animi della popolazione il nuovo sovrano Giuseppe Bonaparte fece personalmente visita alla città, ma non fu sufficiente a far desistere le varie bande armate, che in breve tempo costrinsero i militi francesi alla fuga. Per ristabilire l'ordine venne inviato il generale Jean Reynier, che con un assedio di una settimana costrinse la città alla resa, annettendola di fatto al neonato Regno di Napoli.
Nel 1844 i fratelli Bandiera, assieme ad altri 19 patrioti, sbarcavano presso la foce del fiume Neto per intraprendere la loro spedizione. Fermatisi nei pressi di una masseria però, vennero avvisati della totale assenza di moti rivoluzionari, ma decisero di proseguire comunque con il loro piano, incamminandosi così verso Cosenza.
Nel 1860 si svolse il plebiscito, ed i votanti si espresso a favore dell'Unità d'Italia. Si registrarono comunque diversi scontri e contestazioni in tutto il territorio.
Nel 1882, in occasione di un viaggio per assistere alla celebrazione dei Vespri Siciliani, si fermò in città Giuseppe Garibaldi.

### Storia contemporanea
Il 2 giugno 1946 i crotonesi votarono così al referendum istituzionale per la scelta tra Repubblica e Monarchia:
Votanti 11 826 (88,05%)
Schede valide 11 498
Schede bianche 217
Schede non valide 328
Esito finale:
- Repubblica - 6 175 voti (53,70%)
- Monarchia - 5 323 voti (46,30%)

Fonte: Eligendo
Nel 1907 viene inaugurato il primo acquedotto di Crotone, voluto da Eugenio Filippo Albani, che porta in città le fresche acque della Sila, captate dalle sorgenti - di proprietà comunale - poste sul monte Gariglione.
Nel 1928 la città cambiò nome da Cotrone a "Crotone".
Il suo porto, che strategicamente colma le distanze fra i vicini porti di Taranto e Messina, favorisce ogni attività di scambio e si propone come traino per l'economia agricola e le attività industriali. L'insediamento industriale ha visto la città protagonista nel periodo a cavallo fra le due guerre mondiali, anche grazie alla vicinanza con la centrale idroelettrica di Calusia, presso Cotronei. 
La popolazione crotonese raddoppia durante gli anni trenta, fino a superare i 60.000 abitanti odierni.

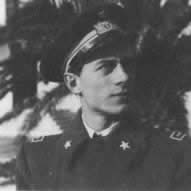
L'asso Giuseppe Cenni (MOVM) comandante del 5º St. Tuffatori sull'aeroporto di Crotone durante il bombardamento del 13.07.1943

Durante la seconda guerra mondiale, la città fu centrale grazie, anche, al suo aeroporto: specie durante l'estate del 1943, quando divenne la base del 5º Stormo Tuffatori (101º e 102º Gruppo) comandato dal giovane "asso" Giuseppe Cenni (Medaglia d'oro al valor militare). In questo periodo partirono molte missioni contro l'invasione alleata della Sicilia, fino al pomeriggio del 13 luglio 1943, quando 50 Bombardieri B.24, con un massiccio bombardamento, rasero al suolo l'aeroporto.
Alla fine degli anni ottanta le industrie principali, Pertusola Sud e Montedison, soffrono una profonda crisi, della quale risente l'intera città. Al 6 settembre 1993 risale la cosiddetta "notte dei fuochi": durante una rabbiosa protesta gli operai appiccarono alcuni fuochi sull'asfalto delle strade usando il fosforo prodotto nello stabilimento chimico già Montedison.
Migliaia di crotonesi persero il posto di lavoro, e questo accentuerà l'emigrazione di massa verso lidi più prosperi.
Il 6 marzo 1992 venne istituita la provincia di Crotone con i suoi 27 comuni.
Il 14 ottobre del 1996 è ricordato dai crotonesi come il giorno dell'alluvione di Crotone, causata da un'esondazione dell'Esaro, nella quale persero la vita 6 persone.

### Simboli
Lo stemma è stato approvato con decreto del 30 aprile 1903. La blasonatura ufficiale è la seguente:
Il gonfalone, concesso con regio decreto del 3 aprile 1937, è costituito da un drappo di rosso.

## Monumenti e luoghi d'interesse

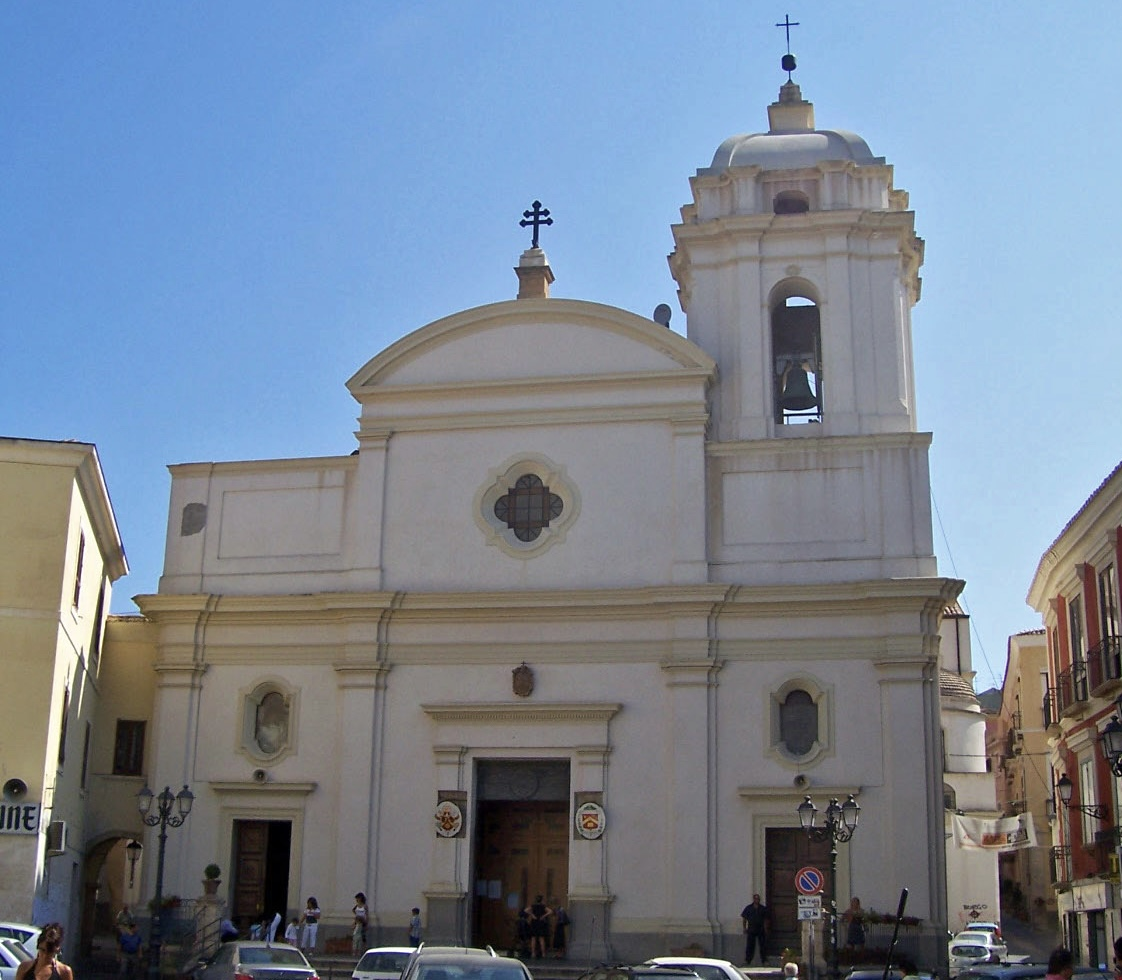
Basilica Cattedrale di Santa Maria Assunta
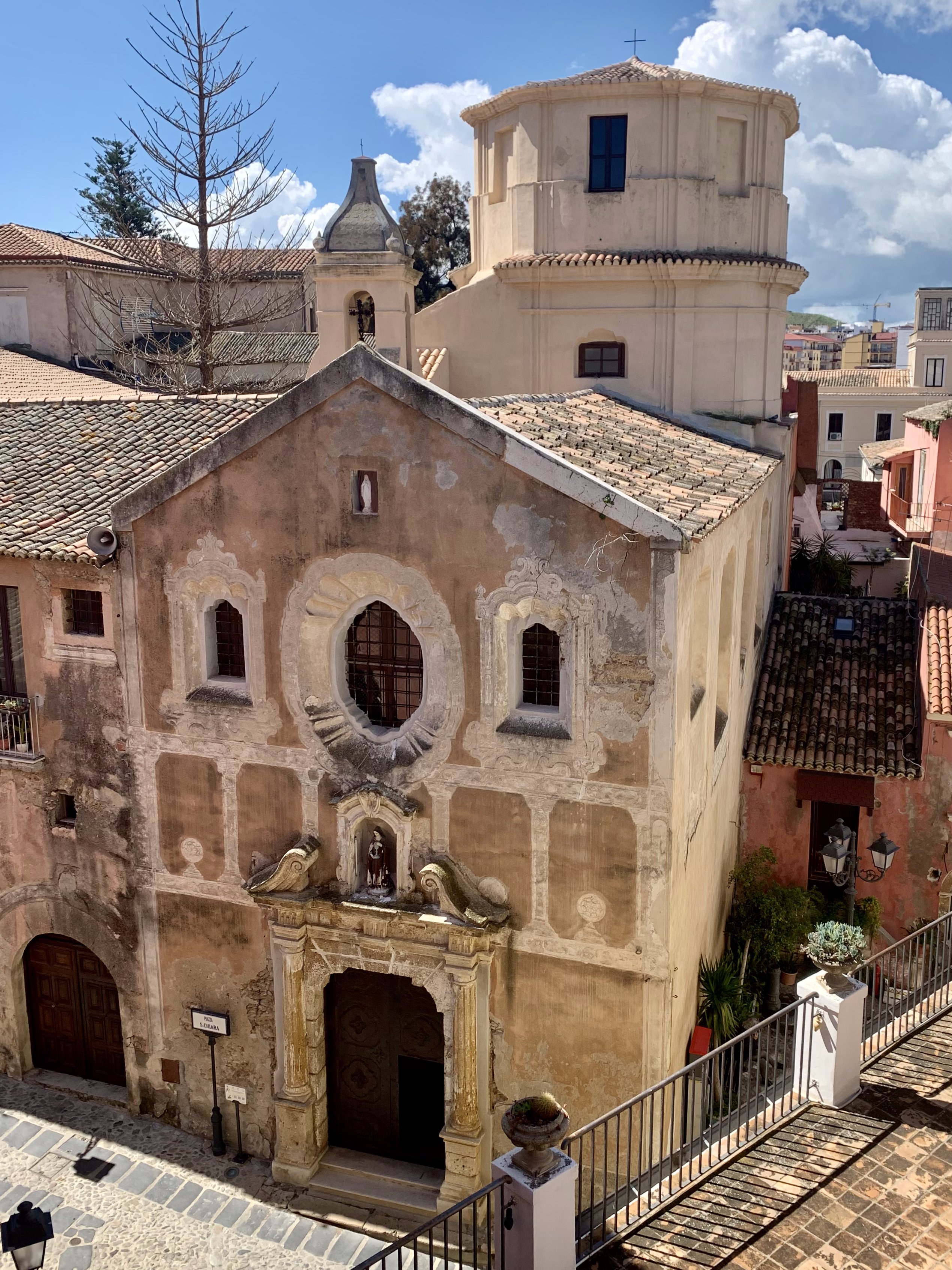
Chiesa di Santa Chiara

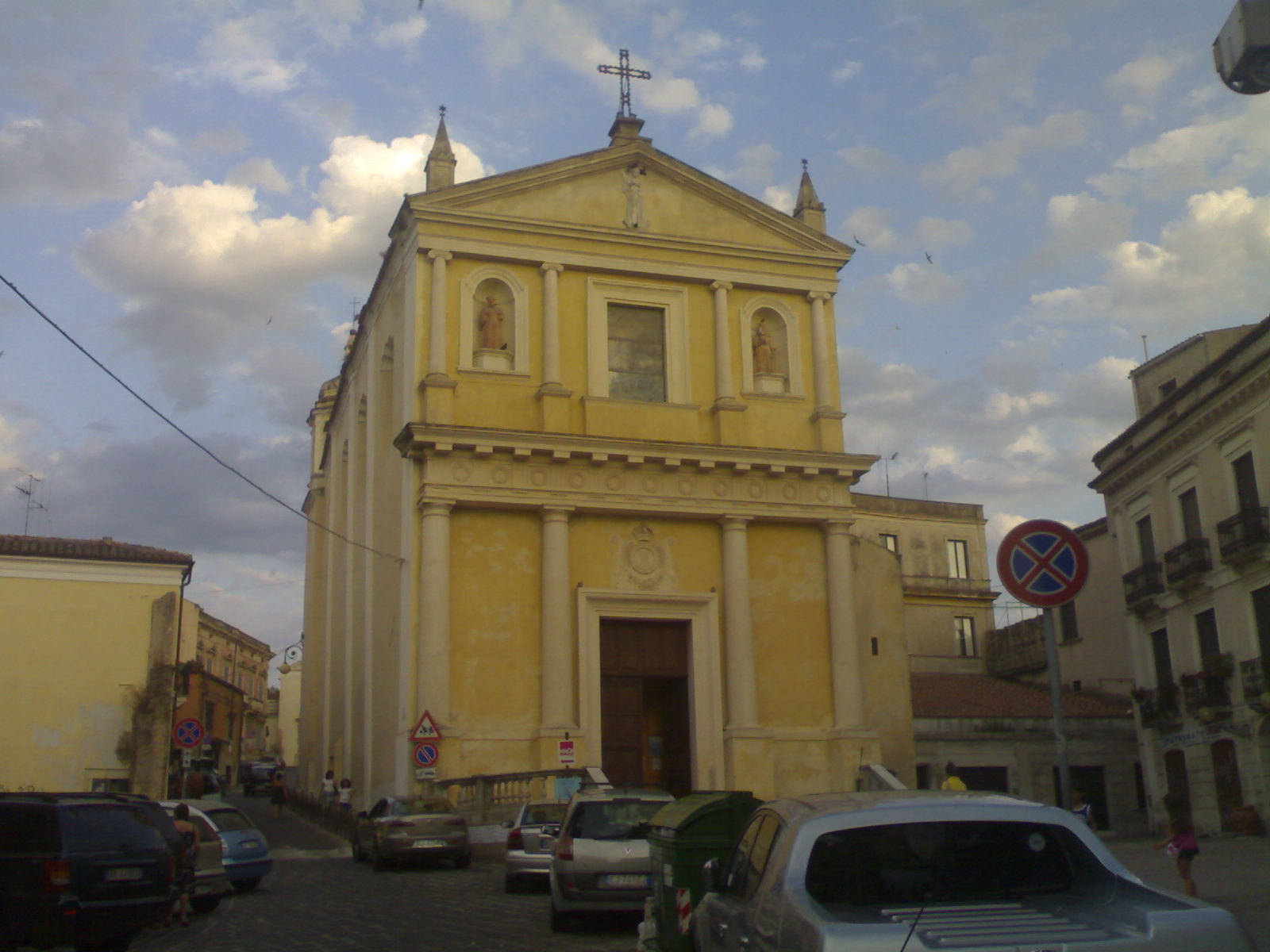
Chiesa dell'Immacolata
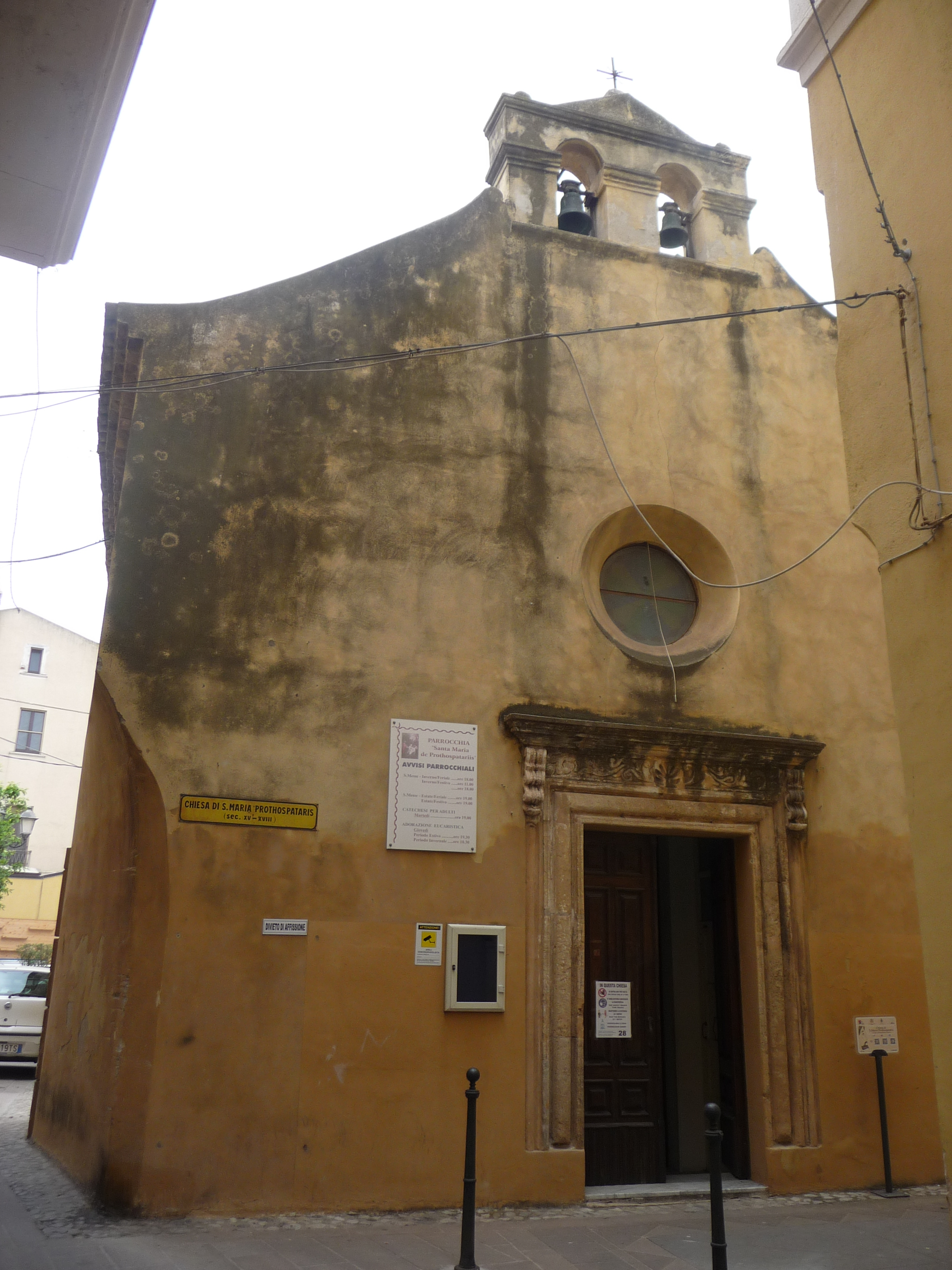
Chiesa di Santa Maria Prothospataris

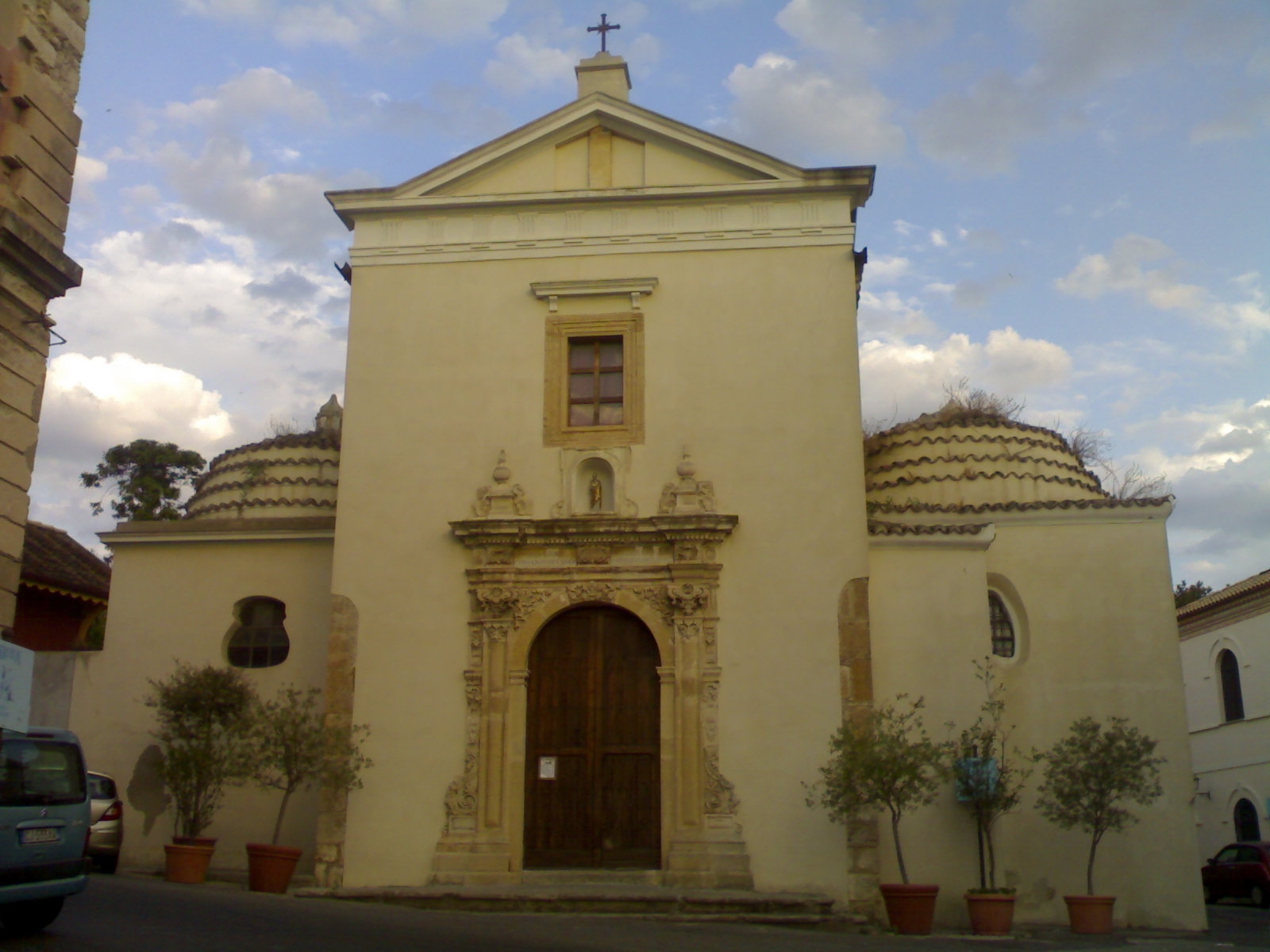
Chiesa di San Giuseppe
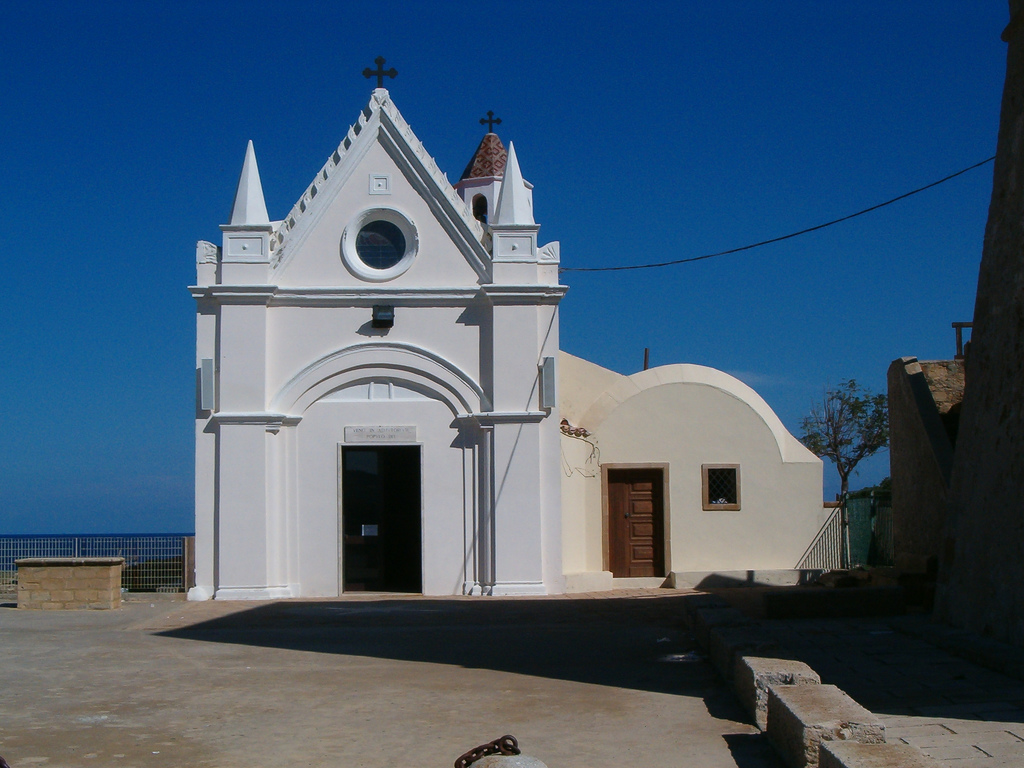
Santuario di Santa Maria di Capo Colonna

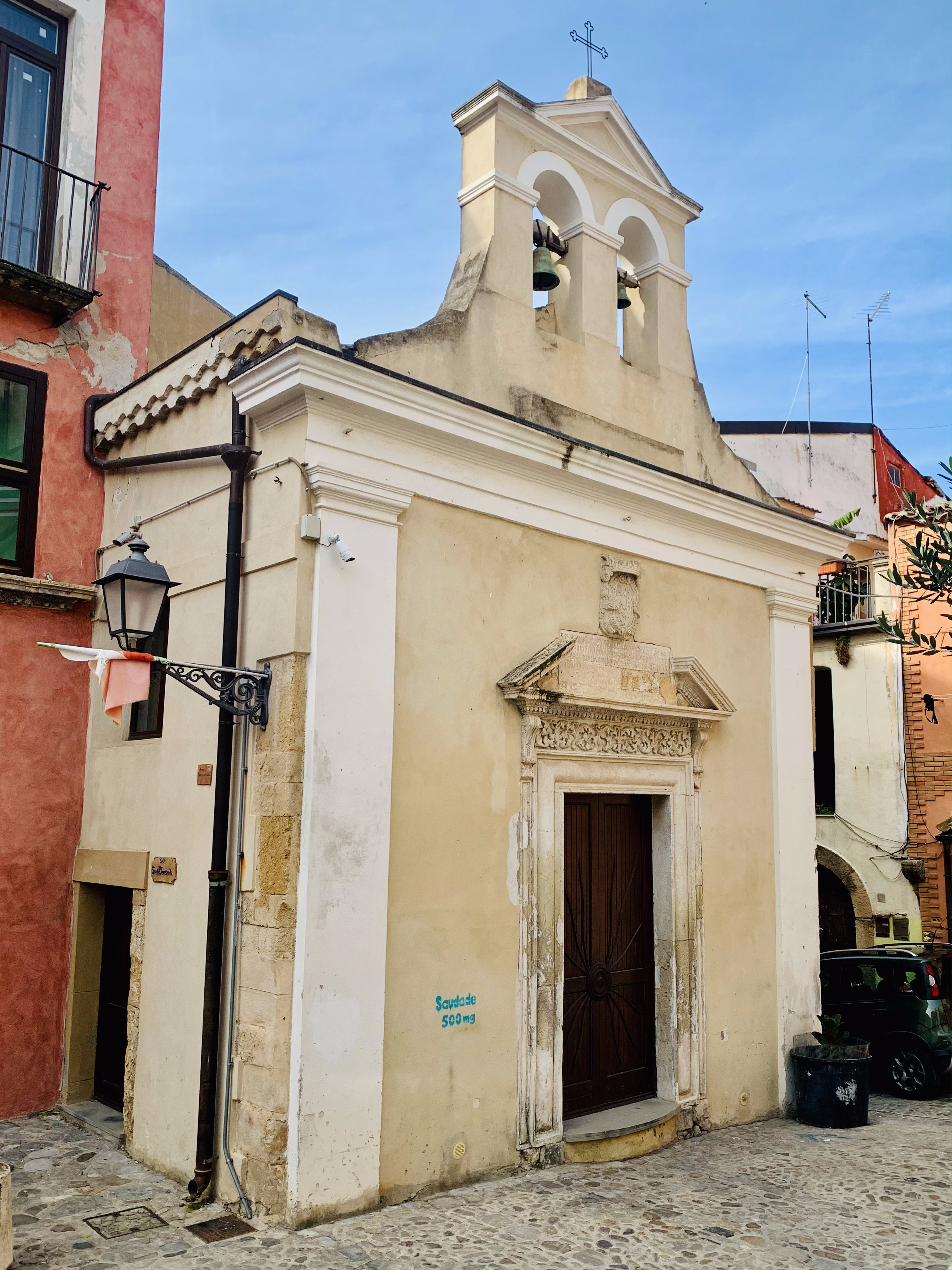
Chiesa di Santa Veneranda (sconsacrata)
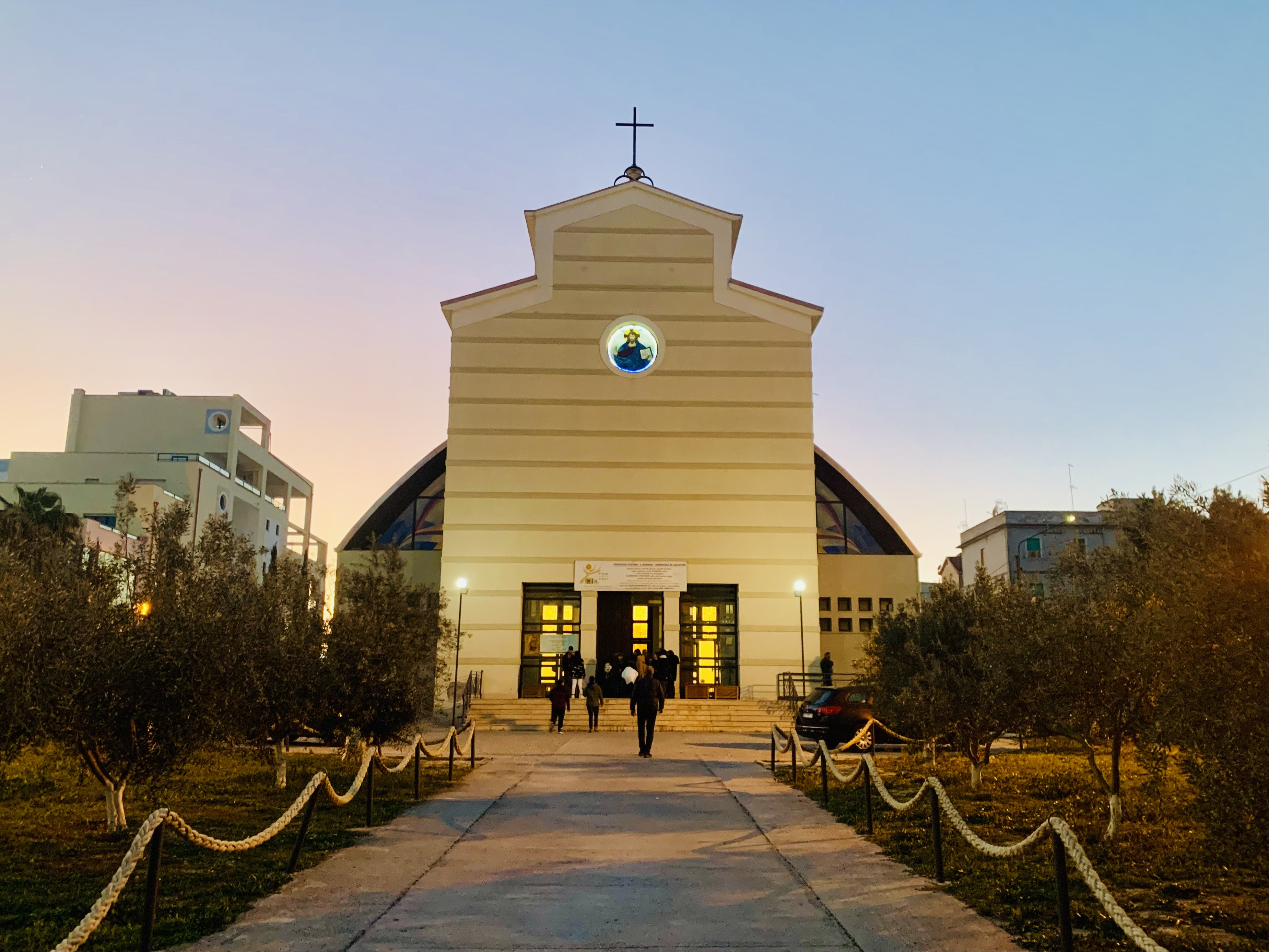
Chiesa di Gesù e Maria

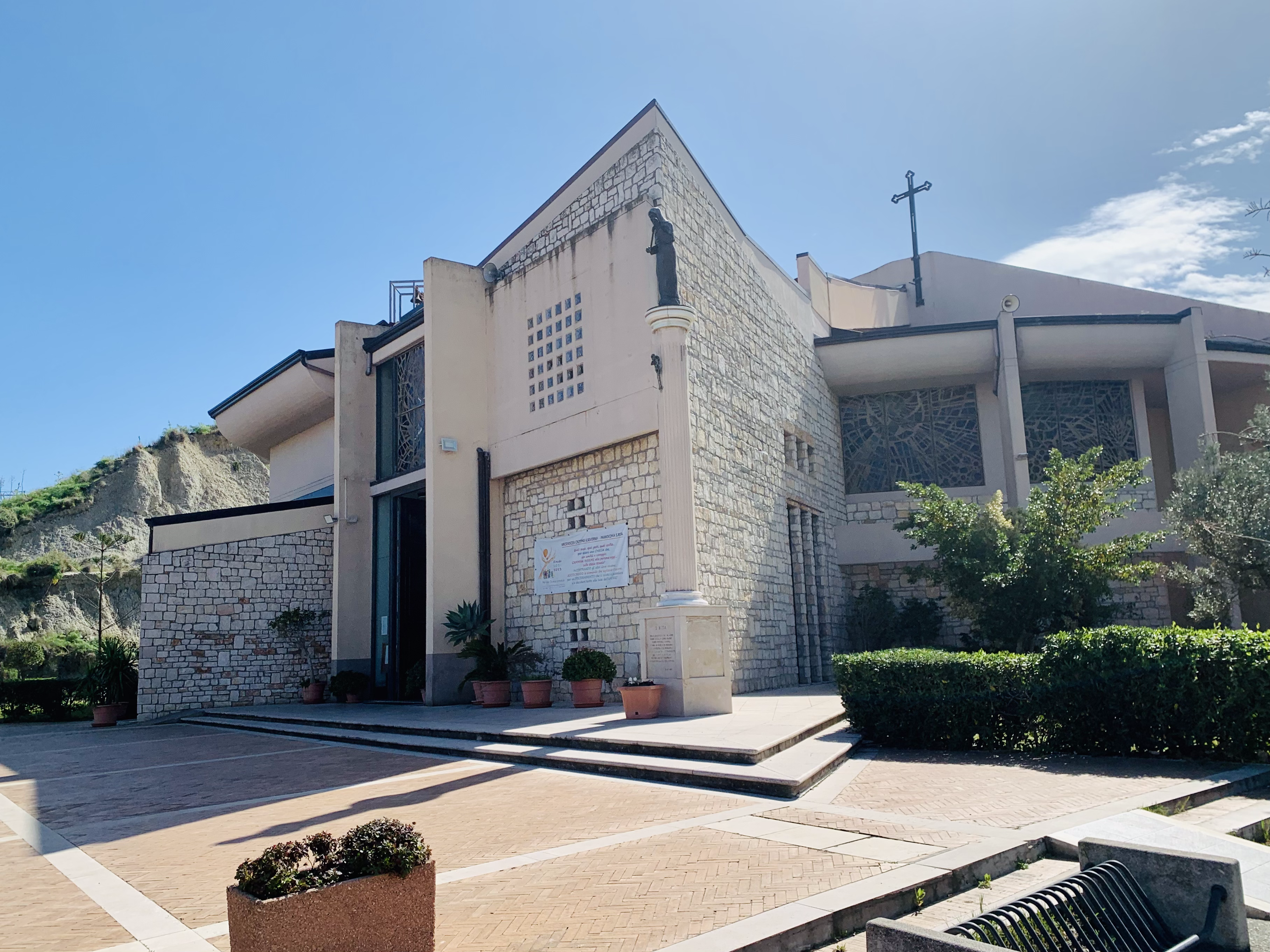
Chiesa di Santa Rita
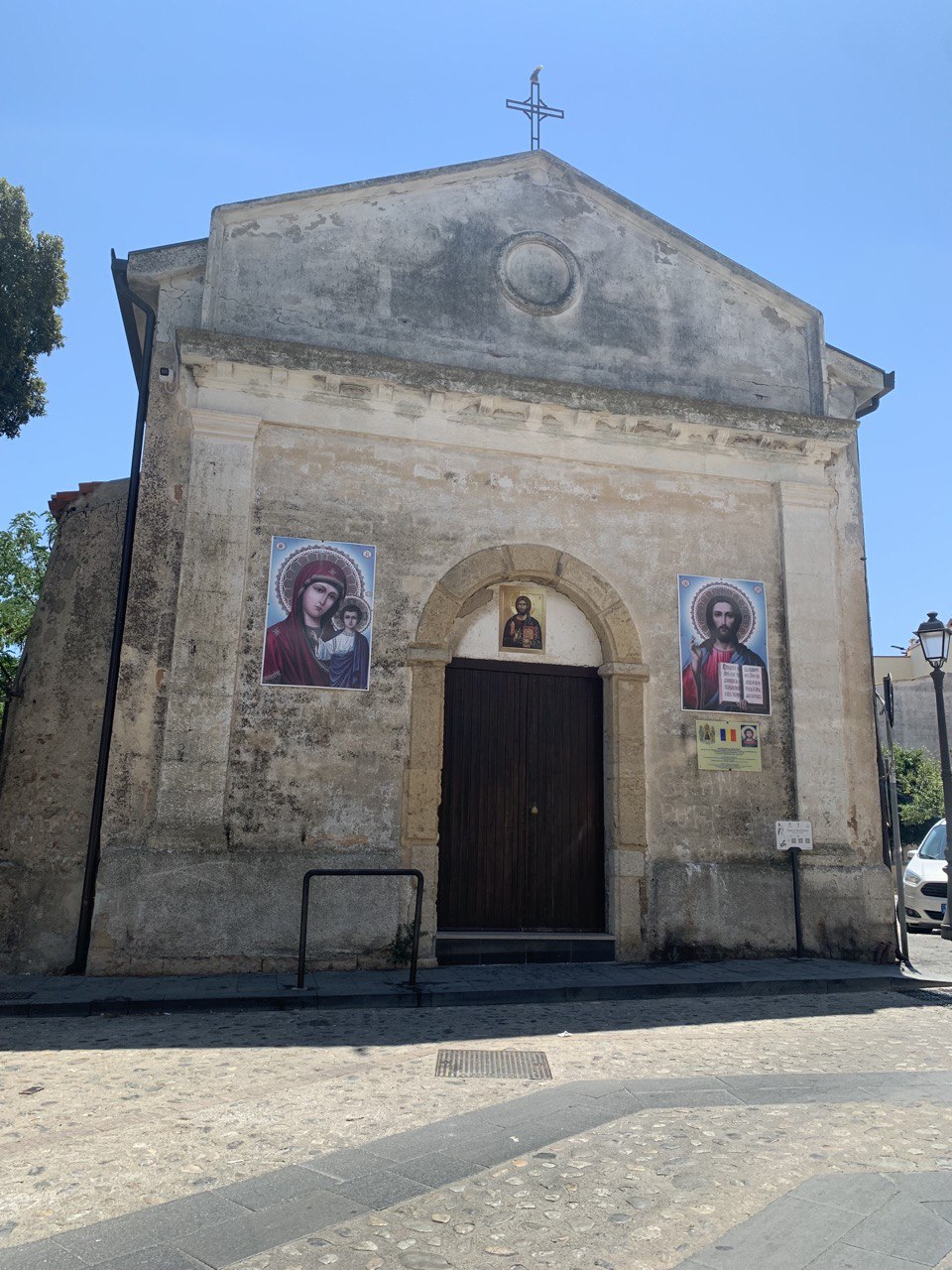
Chiesa ortodossa di Sant'Acacio martire

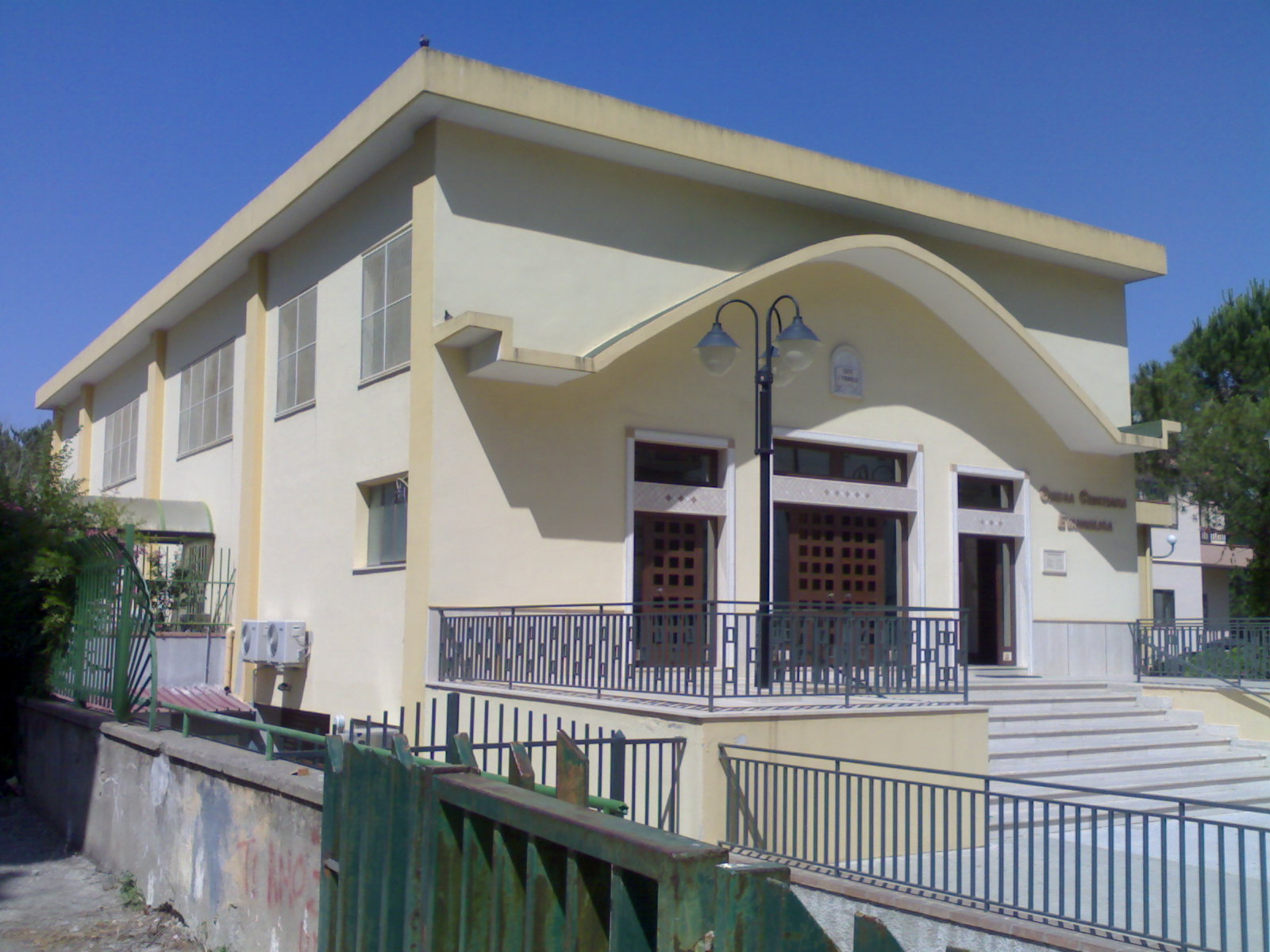
Chiesa evangelica pentecostale A.D.I.
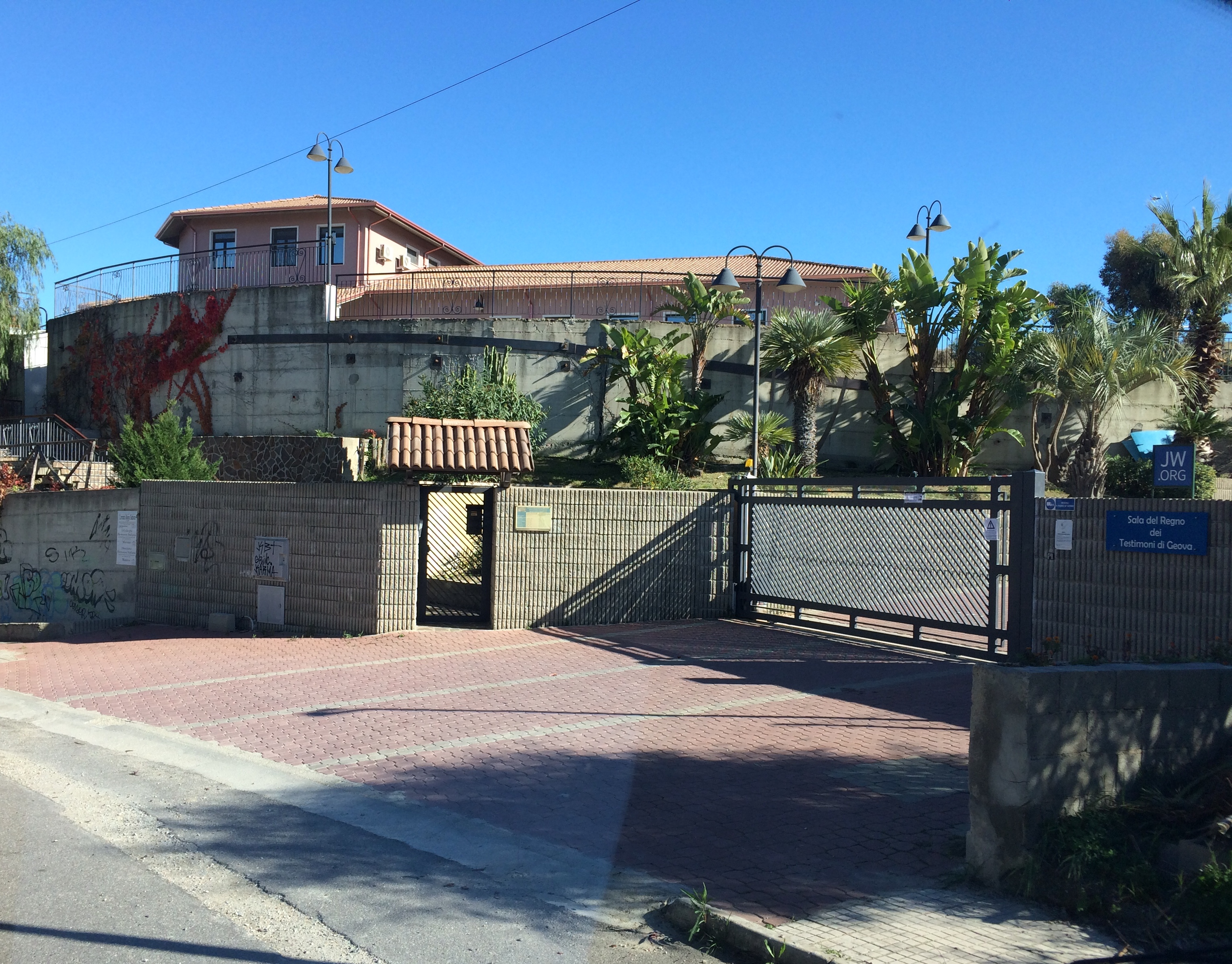
Sala del Regno dei Testimoni di Geova

### Architetture religiose
- Basilica cattedrale di Santa Maria Assunta
- Chiesa di Santa Chiara
- Chiesa dell'Immacolata
- Chiesa del Santissimo Rosario
- Chiesa dei Santi Cosma e Damiano
- Chiesa di San Pietro
- Chiesa di San Paolo
- Chiesa di San Domenico
- Ex chiesa del Santissimo Salvatore[32][33][34][35]
- Chiesa di Gesù e Maria[31]
- Chiesa del Sacro Cuore
- Chiesa della Beata Vergine del Carmine[36]
- Chiesa di Santa Maria Madre della Chiesa
- Chiesa di Santa Maria Prothospataris
- Chiesa di Santa Rita
- Chiesa di San Giuseppe
- Chiesa di Santa Veneranda (sconsacrata)
- Santuario della Madonna di Capocolonna
- Sala del Regno dei Testimoni di Geova Via Scopelliti

### Architetture civili
- Casa della Cultura
- Castello di Carlo V
- Colonnato di Piazza Pitagora
- Hotel Concordia
- Ex Lazzaretto
- Palazzo Albani
- Palazzo Antinori
- Palazzo Aragona
- Palazzo Astorelli
- Palazzo Avarelli
- Palazzo Baricellis
- Palazzo Barracco
- Palazzo Berlingieri
- Palazzo Cariati
- Palazzo Castiglia
- Palazzo Comunale
- Palazzo De Mayda
- Palazzo Galassi
- Palazzo Galluccio[37]
- Palazzo Gerace
- Palazzo Giannuzzi-Savelli
- Palazzo Giunti
- Palazzo di Giustizia
- Palazzo Iuliano
- Palazzo Labrutis
- Palazzo Lucifero
- Palazzo Magliari
- Palazzo Messina-Duarte
- Palazzo Messina-Lucifero
- Palazzo Montalcini
- Palazzo Montalcini-Sculco-Ducarne
- Palazzo Morelli
- Palazzo Pagano
- Palazzo Suriano (Giudecca)[38]
- Palazzo Susanna-Pristerà-Oliverio[39]
- Palazzo Zurlo
- Torre di Nao

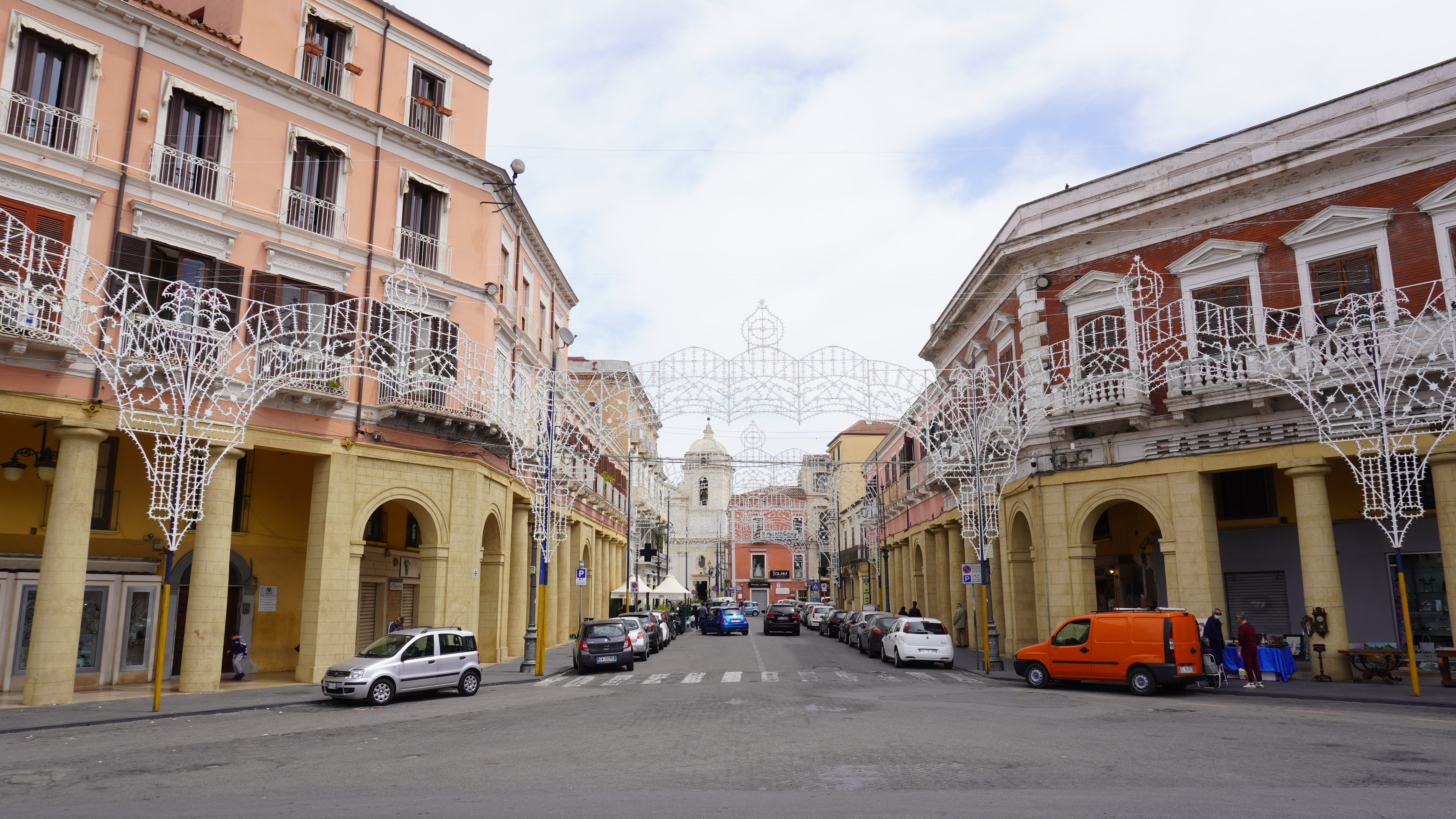
Colonnato di piazza Pitagora[40].
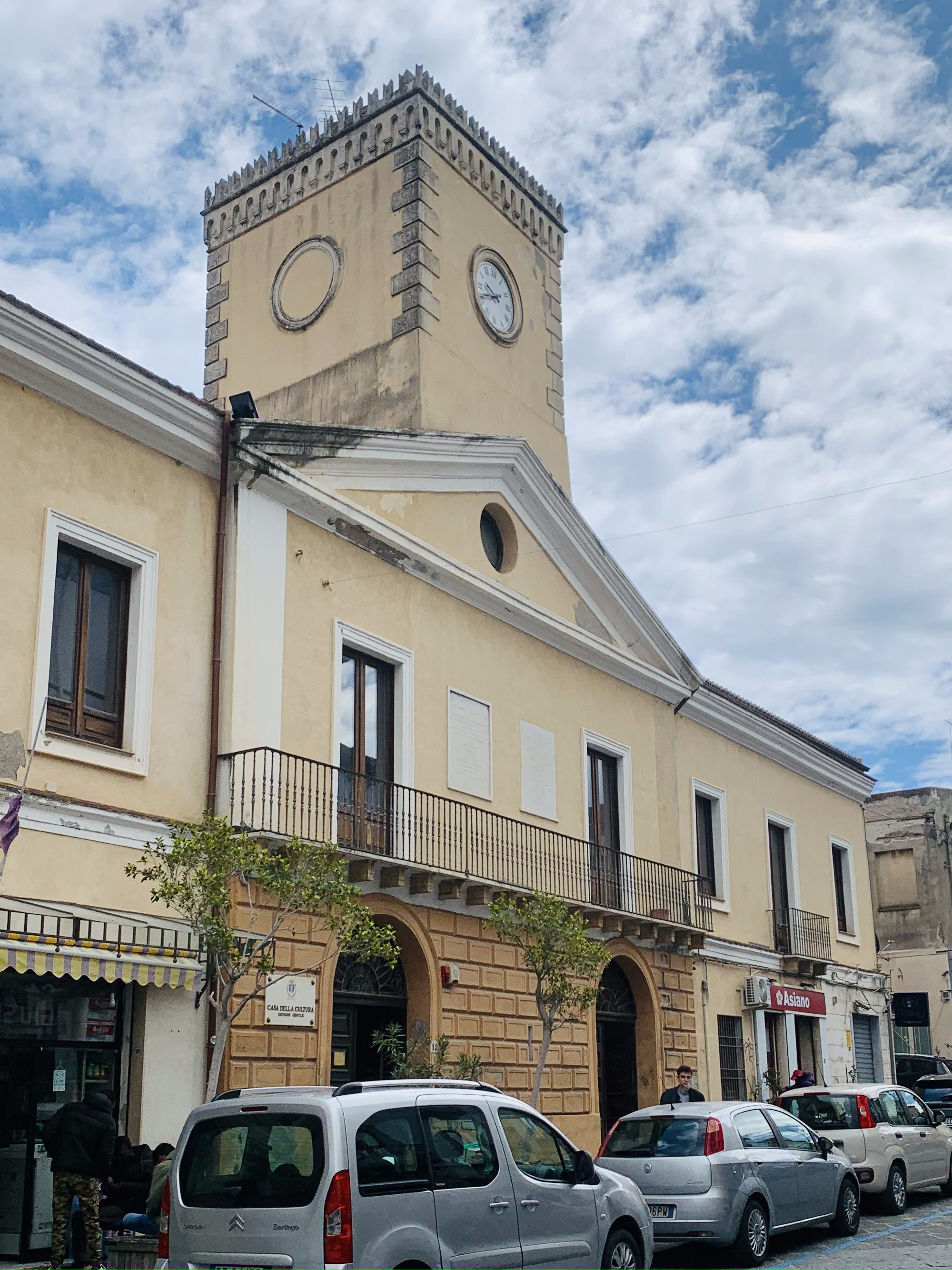
Casa della Cultura.
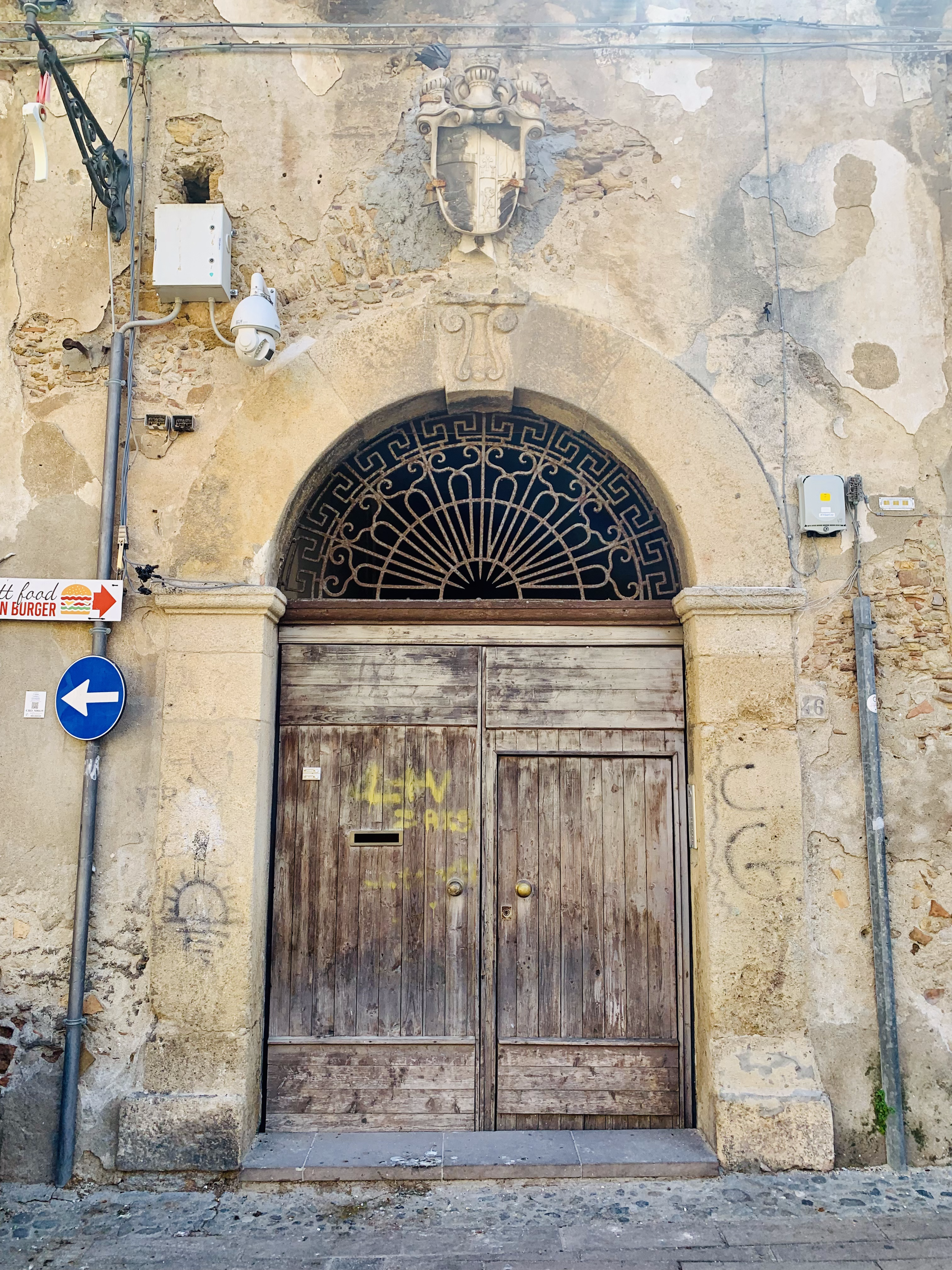
Palazzo De Mayda.
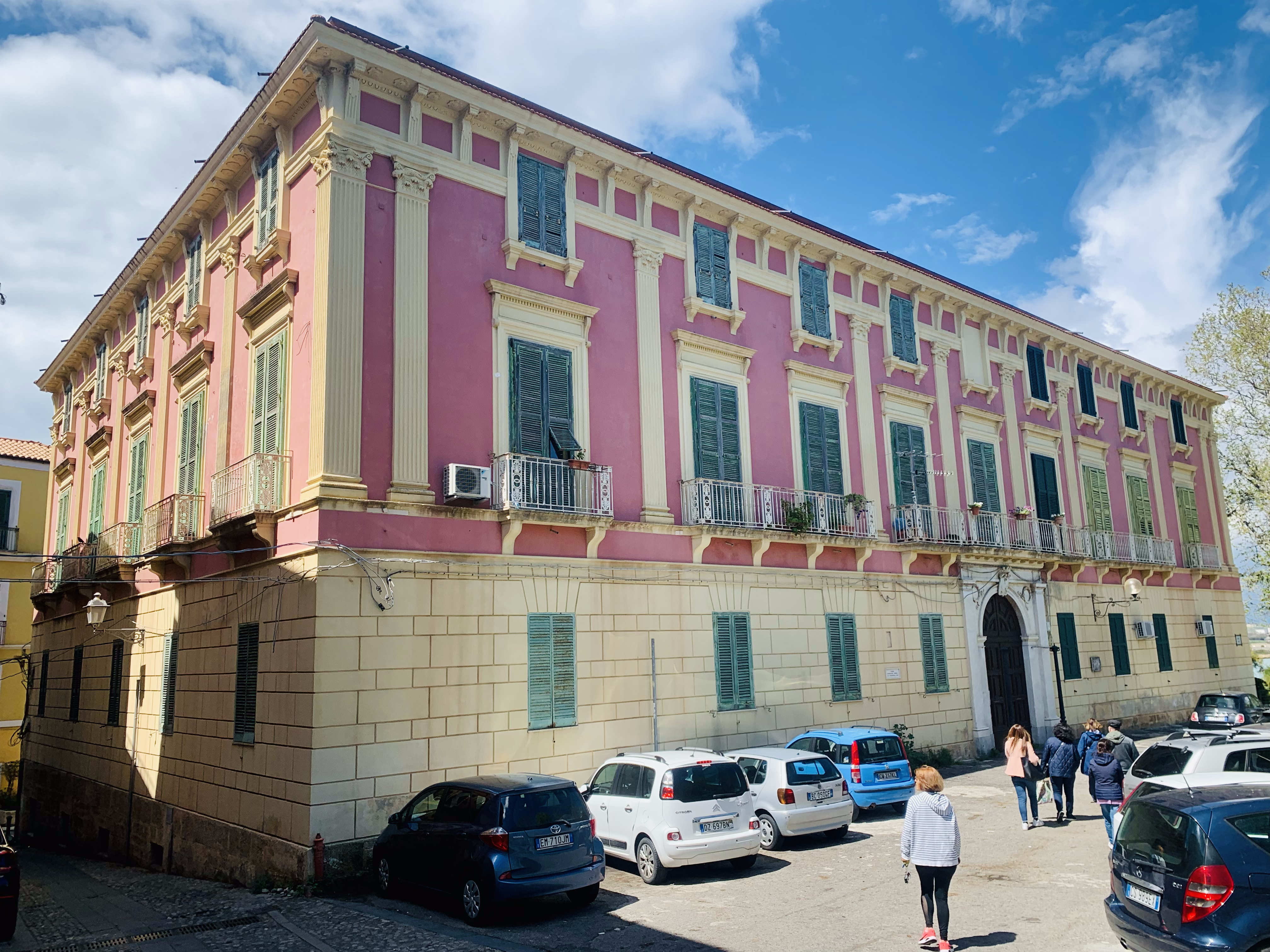
Palazzo Giunti.

### Altro
- Lungomare Gramsci
- Piazza Duomo
- Piazza della Resistenza
- Piazza Alcide De Gasperi
- Piazza Pitagora
- Piazza À Nìva Vecchia
- Piazza Pescheria
- Piazza Rino Gaetano
- Piazza Castello
- Piazza Villaroja
- Discesa Fosso
- Discesa Castello
- Via Vittorio Veneto
- Via Mario Nicoletta
- Via Risorgimento
- Via Media Pescheria
- Via Suriano
- Via Falcone Lucifero

### Siti archeologici
- Parco Archeologico Nazionale del quartiere settentrionale dell'antica Kroton
- Castello di Carlo V di proprietà dello Stato
- Parco archeologico nazionale di Capo Colonna
- Area archeologica statale di Vigna Nova[41]
- Area archeologica delle mura greche (loc. San Francesco - sponde fiume Esaro)
- Area archeologica di via XXV Aprile
- Area archeologica ex Banca Popolare di Crotone - poi BPM - di via Napoli
- Area archeologica sede I.N.P.S.
- Area archeologica di Gravina-Pignera
- Area archeologica di Acquabona
- Area archeologica statale di Parco Pignera
- Area archeologica padiglione Microcitemia Ospedale Civile
- Area archeologica di via B. Telesio
- Area archeologica statale delle mura greche (loc. Santa Lucia)
- Area archeologica delle mura bizantine (via Risorgimento - piazza dell'Immacolata)
- Area di interesse paleontologico ed archeologico di Vrica e Stuni

### Aree naturali
- Area marina protetta di Capo Rizzuto

## Società

### Evoluzione demografica

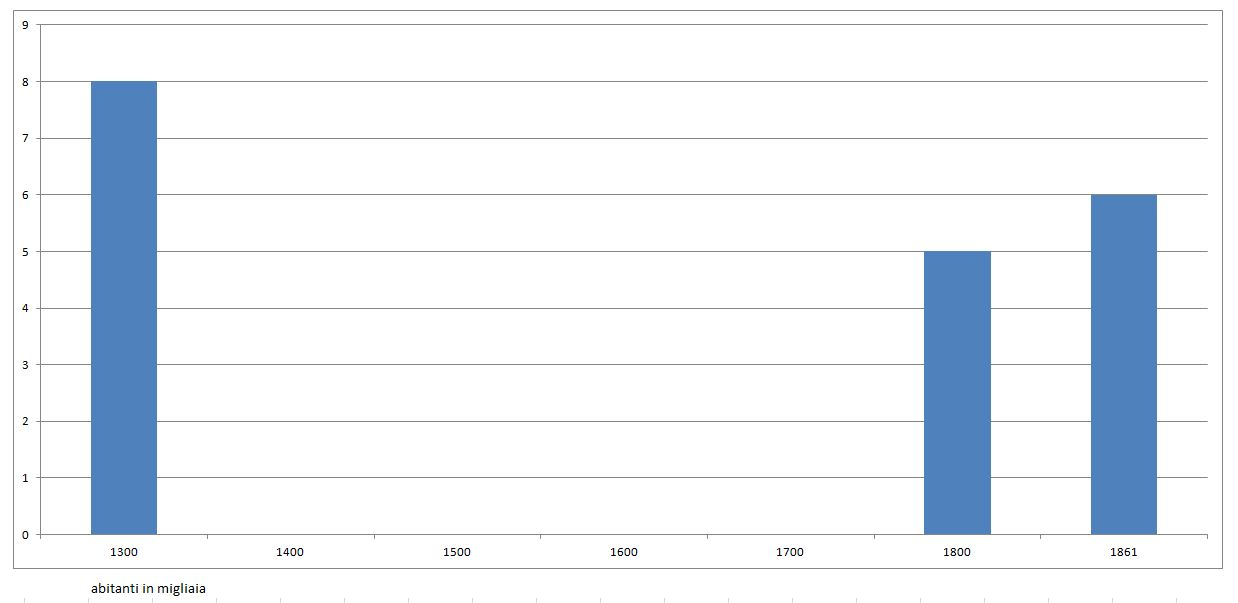
Popolazione storica (migliaia)

Abitanti censiti

### Etnie e minoranze straniere
Al 31 dicembre 2023 gli stranieri residenti nel comune erano 2948, ovvero il 5,04% della popolazione. . Di seguito sono riportati i gruppi più consistenti:
- Romania 475
- Ucraina 317
- Bangladesh 299
- Pakistan 264
- Afganistan 135
- Cina 131
- Nigeria 118
- Iraq 97
- Bulgaria 95
- Marocco 89

## Cultura

### Università
- LUMSA (polo distaccato presso la curia arcivescovile dell'arcidiocesi di Crotone-Santa Severina, inaugurato il 12 novembre 2012[46]);
- e-Campus;
- UniCusano;
- UniPegaso;
- UniLink.

### Istruzione
- Istituto di Istruzione Superiore "M. Ciliberto-A. Lucifero"
- Istituto Tecnico Industriale Guido Donegani
- Liceo Classico Statale Pitagora
- Liceo Scientifico Paritario "Benedetto XVI"
- Liceo Scientifico Filolao
- Liceo G.V. Gravina
- Istituto di Istruzione Superiore "S. Pertini - E. Santoni"
- Liceo artistico "Arnaldo Mori"[47]
- I.P.S.I.A. Anna Maria Barlacchi
- Istituto Comprensivo Vittorio Alfieri
- Istituto Comprensivo Giovanni XXIII
- Istituto Comprensivo Antonio Rosmini
- Istituto Comprensivo Corrado Alvaro
- Istituto Comprensivo Don Milani
- Istituto Comprensivo Statale Alcmeone (Scuola Anna Frank)

#### Biblioteche
- Biblioteca comunale "Armando Lucifero"

#### Musei
- Museo archeologico nazionale di Crotone;
- Museo archeologico di Capo Colonna, presso l'omonima area archeologica;
- Museo civico di Crotone, ubicato all'interno del castello di Carlo V;
- Museo e Giardini di Pitagora, presso Parco Pignera;
- MACK, situato all'interno del palazzo Barracco;
- Galleria d'arte presso Crotone vecchia "Bastione Toledo".
- Museo del mare e della terra[48]
- Museo dell'acqua e dell'energia[49]

### Media

#### Televisione
- Video Calabria (copertura regionale che si estende a Messina, Palermo, Agrigento e Trapani)
- CalabriaUno (copertura regionale)
- RTI Calabria (copertura regionale)
- Reteazzurra (copertura provinciale)
- Tele Diogene (copertura provinciale)
- Èsperia TV (copertura regionale e nazionale dvb-t2 in HBBTV.)

#### Stampa
- Testate provinciali
  - Il Crotonese
- Redazioni provinciali
  - Gazzetta del Sud
  - Il Quotidiano della Calabria

#### Radio
- Radio Studio 97
- Radio Movida Crotone
- Radio Barrio

### Cinema
Sebbene siano numericamente pochi i film girati, vi sono alcune produzioni in cui Crotone compare in parte, sia come luogo prevalente, sia identificata come altro luogo d'Italia o del Mondo:
- Teresa la ladra, regia di Carlo Di Palma (1973)
- Il coraggio di parlare, regia di Leandro Castellani (1987)
- Crotone, Italia, regia di Daniele Segre (1993)
- Padre Speranza, regia di Ruggero Deodato (2001)
- De reditu - Il ritorno, regia di Claudio Bondì (2003)
- Ed è subito commedia, regia di Brando Improta (2023)
- Il mestiere, regia di Beppe Tufarulo (2025)

### Teatro
A Crotone sono presenti due teatri: il teatro Apollo, cinema-teatro inaugurato nel 1926 e sede del Teatro Stabile di Calabria, e il teatro Scaramuzza, quest'ultimo inaugurato il 7 ottobre 2024.

### Televisione
- Nessuno deve sapere, regia di Mario Landi - miniserie TV (1972)
- La buona stella, regia di Luca Brignone – miniserie TV (Rai, 2025)

A Crotone è stata girata la fiction televisiva russa Margarita Nazarova.

## Geografia antropica

### Urbanistica
La città vecchia si snoda dalla piazza del Castello di Carlo V, di proprietà dello Stato, su cui si affacciano imponenti palazzi nobiliari come Palazzo Morelli, sede dell'Ufficio territoriale di Crotone e della Sila della Soprintendenza per i Beni Archeologici della Calabria, e il settecentesco Palazzo Barracco. Da qui un dedalo di vie molto strette (i vineddri o vichi) e numerose piazze sulle quali affacciano massicci palazzi nobiliari. Su via Risorgimento è posto il Museo archeologico nazionale di Crotone. Si arriva così al Duomo e nella centralissima piazza Pitagora, giuntura tra la città vecchia e la città nuova. La pescheria è un caratteristico quartiere del centro storico. Qui si incontrano vari esempi di arte: il Duomo edificato nell'XI secolo, poi ristrutturato nel Cinquecento e nel Settecento. All'interno troviamo una fonte battesimale con base zoomorfa ed il quadro della Madonna di Capocolonna o Madonna Nera, oggetto di devozione.
La chiesa di Santa Chiara è sorta su un monastero del Quattrocento. All'interno troviamo degli affreschi del Settecento e un pavimento in maiolica napoletana. La chiesa barocca di San Giuseppe, o "chiesa dei nobili", dove oltre all'imponente portone di ingresso in legno troviamo due sculture lignee risalenti alla fine del Seicento.
Tra la fine dell'Ottocento ed i primi decenni del Novecento si sviluppano interessanti architetture lungo via Vittorio Veneto, via Cutro, via Mario Nicoletta, viale Regina Margherita, via Reggio e via Poggioreale dove, in particolare, sono conservati esempi di edifici in stile Liberty realizzati tra il 1925 e il 1935.
La città nuova si snoda sull'asse viario di via Cutro che parte dalla centralissima piazza Pitagora fino ad arrivare a Vescovatello e poi sulla SS 106 Jonica. La più recente espansione della città ha inizio alla fine degli anni ottanta con la creazione del quartiere Tufolo. Dalla fine degli anni novanta, con una serie di alti e bassi, Crotone continua ad espandersi. A sud della città si sono sviluppati i quartieri di Fondo Farina e Poggio Pudano (in quest'ultimo era presente anche un'omonima stazione, successivamente convertita in posto di movimento nel 2010). Molti di questi nuovi quartieri però risultano isolati dal centro della città e l'insieme dei servizi erogati (strade ampie, trasporti pubblici, allacciamento alla rete fognaria, centri di aggregazione e ritrovo) sono spesso carenti. Il tessuto imprenditoriale è quasi assente in questa zona, che assume una tipologia prevalentemente residenziale. A causa della conformazione territoriale (colline argillose che "dividono" letteralmente in due la città) si è soliti definire la nuova zona che si estende a partire dal vasto quartiere Tufolo fino a Fondo Farina e Poggio Pudano Crotone 2; strutture importanti presenti il PalaKrò (palazzetto sportivo polivalente), la nuova caserma dei Vigili del Fuoco e da poco (2008) la struttura di rilevanza regionale della Croce Rossa Italiana.
Il tratto di viale Cristoforo Colombo è stato ultimato nel 2002 ed è subito divenuto il centro della vita notturna del crotonese, soprattutto nella stagione estiva (dopo le 20 è isola pedonale chiusa al traffico). Da qui si accede facilmente al porticciolo turistico.
Di più recente riqualificazione è il tratto di costa che prende il nome di Lungomare Gramsci.

#### Quartieri
Centro, Cortile , Farina, Fondo Farina, Fondo Gesù, Lampanaro, Lungomare-Cimitero, Poggio Pudano, Poggioverde, San Francesco, San Domenico, San Giorgio, Trafinello, Trecento Alloggi, Tufolo, Vescovatello.

### Frazioni
Apriglianello, Bucchi, Campione, Cannoniere, Cantorato, Carpentieri, Capocolonna, Cipolla, Farina, Gabella Grande, Gabella, Iannello, Maiorano, Margherita, Migliarello, Papanice, Prestica, Salica, Santo Spirito, Trafinello, Villaggio Bucchi, Zingari.

## Economia
Crotone deve la sua espansione demografica agli investimenti che portarono qui gli insediamenti dei colossi della chimica come Montedison, poi Enichem, tanto da diventare il polo industriale calabrese.
Tuttavia alla fine degli anni ottanta la crisi del settore portò alla chiusura degli stabilimenti, e anche se l'area industriale venne riconvertita, tuttora non si raggiungono i livelli dell'epoca. In seguito all'alluvione del 1996 venne creata la Datel su iniziativa del governo Prodi e dell'imprenditore Abramo che adesso, a distanza di alcuni anni, conta circa 2.000 impiegati.
Negli ultimi anni il turismo a Crotone ha mostrato segnali di ripresa, anche grazie all’organizzazione di eventi sportivi: su iniziativa della società Club Velico Crotone, il Comune ha adottato il logo "Città della vela" proponendosi come meta ideale per manifestazioni e regate. Nel 2013 il Club Velico Crotone ha organizzato il 39° Campionato di distretto della classe Laser, con la partecipazione di centinaia di imbarcazioni. Nel maggio 2014 Crotone e l’AICO hanno ospitato le selezioni per i campionati europei e mondiali Optimist, rispettivamente a Dublino e San Isidro, in Argentina; da quel momento, Crotone ha consolidato il proprio modello di città della vela, iniziando a competere con le località spagnole note per eventi velistici, specialmente in inverno.
Crotone ha ospitato, oltre alle prime competizioni, quattordici ulteriori regate di rilievo, tra cui i Campionati Europei di Optimist nel 2016, con atleti da 46 nazioni, e i Campionati italiani giovanili della Federazione Italiana Vela per vela, windsurf e kitesurf giovanili nel 2017, che hanno visto la partecipazione di circa mille atleti. Sempre nel 2017 la città ha accolto la finale del Campionato italiano per Club assoluto e Under-19, mentre nel 2018 ha ospitato la prima tappa del Campionato italiano di kitesurf TTRace e tre edizioni della BPER Banca Crotone International Carnival Race. Quest'ultimo evento si è affermato come appuntamento fisso, contribuendo alla destagionalizzazione del turismo.
Nel 2019 la Federazione Italiana Vela ha annunciato che il Club Velico Crotone ospiterà il Campionato italiano assoluto di vela d’altura. Questo fenomeno ha suscitato l’interesse dei media, con reportage dedicati alla "Città della vela" all'interno di programmi televisivi come Linea Blu su Rai 1 e sui principali quotidiani nazionali. Nel 2018, Crotone ha ospitato una tappa del Giro d’Italia promosso dalla One Ocean Foundation e da Mauro Pelaschier, mirata alla sensibilizzazione sulla riduzione dell’uso della plastica e dell’inquinamento.
Dal 2013 al 2018, grazie agli eventi velistici, Crotone ha registrato circa centomila pernottamenti. Questo incremento è stato agevolato anche dalla riapertura dell’Aeroporto Sant'Anna di Crotone, con voli di linea verso Milano-Bergamo e, dal 2019, verso Bologna e Norimberga. Contestualmente, numerosi locali e ristoranti sono sorti e attraggono clienti anche per la musica dal vivo e l’offerta gastronomica, dando origine a una vera e propria "movida crotonese", soprattutto durante la stagione estiva, la settimana di Carnevale (con la BPER Banca Crotone International Carnival Race) e, nel mese di maggio, dedicato ai festeggiamenti della Madonna di Capo Colonna, che culminano in una suggestiva processione notturna.

### Artigianato
A Crotone si conserva un’arte antica legata alla lavorazione dell’oro. Numerosi sono i maestri orafi, come Gerardo Sacco e Michele Affidato, che realizzano preziosi manufatti in oro e argento. Le origini dell'arte orafa crotonese sono anch'esse legate alla colonizzazione greca, che ha lasciato un’enorme eredità culturale. L’arte orafa artigiana è rimasta ancorata alle tradizioni come dimostra la tipica lavorazione della filigrana che, tutt'oggi, ricalca lo stile e le forme dei monili del passato, cari alle popolazioni che nei secoli popolarono l'area. Accanto al modello della Magna Grecia, infatti, l'arte orafa crotonese fa tesoro anche degli altri elementi stilistici che hanno caratterizzato la storia artistica della provincia di Crotone e della Calabria in genere, riproponendo spesso, in oggetti di raffinata fattura, l'imprinting dovuto all'influenza orientale, araba, bizantina e barocca, e magari impreziosendo ancora di più la lavorazione dell'oro con l'inserimento di coralli, perle e pietre dure.

## Infrastrutture e trasporti
Crotone è servita dall'Aeroporto "Sant'Anna", poco distante dal centro cittadino.
La città dispone di una stazione ferroviaria posta sulla linea jonica, che permette collegamenti con i principali centri della regione e alcuni collegamenti interregionali. Ha di vantaggio il servizio su ferro di essere più veloce rispetto a quello su gomma per via della tormentata SS 106 che risulta oltretutto piuttosto pericolosa per via dei lavori costanti.
La via di comunicazione più importante è la strada statale 106. La statale fa parte delle categorie di superstrade a scorrimento lento e presenta una sola corsia per senso di marcia; da decenni ormai si discute circa la realizzazione di un'arteria a scorrimento veloce o addirittura di un'autostrada. A Crotone termina la strada statale 107 che, attraversando la Sila, collega la costa jonica alla costa tirrenica.
Infine, il porto commerciale di Crotone è, dopo quello di Gioia Tauro (nell'autorità portuale del quale rientra), il più grande della Calabria.

## Amministrazione

### Gemellaggi
Crotone è gemellata con:
- Giannitsa, dal 2010[54];
- Porto, dal 2010[55];
- Tenerife, dal 2011;
- Hamm, dal 2013[56];
- Yingkou, dal 2013[57];
- Salfit, dal 2014[58];
- Częstochowa, dal 2017[59];
- Samo, dal 2017[60];
- Altamura, dal 2019[61];
- Matera, dal 2019[62];
- Paola, dal 2019[63];
- Norimberga, dal 2019[64].

## Sport
- Football Club Crotone: società di calcio fondata il 20 settembre 1910, ha disputato la Serie A ed ha vinto la fase regionale del campionato under 15 nazionale femminile, nel 2020 il Football Club Crotone acquista il titolo sportivo del Catanzaro Calcio Femminile partendo dalla Serie C, in passato lo Sporting Crotone disputò il campionato di Promozione, il Real Fondo Gesù ha disputato la Prima Categoria, attualmente l'AEK Crotone milita in Promozione.
- Club Velico Crotone: società di vela fondata nel 2012, attiva nella promozione degli sport velici e l'organizzazione di eventi sportivi internazionali
- Basket New Team 2000: società di pallacanestro fondata nel 1993, raggiunse il suo culmine con il campionato di Serie C regionale.
- Pallamano Crotone: società di pallamano fondata nel 1980, raggiunse il suo massimo risultato con il campionato di Serie A2, ha vinto anche una coppa Calabria.
- Ginnastica Magna Grecia: società di ginnastica fondata nel 1963.
- Achei Crotone: squadra di football americano fondata nel 1989, ha vinto 3 campionati nazionali flag under 16, raggiunse il suo culmine con il campionato di Serie A2 e ha partecipato ai play-off del superbowl.
- Rari Nantes Crotone: società di pallanuoto fondata nel 1946, raggiunge il suo culmine con il campionato di Serie A2 qualificandosi ai play off per la Serie A1 perdendo in finale e ha vinto il campionato italiano under 17 B.
- Asd Crescendo: società di calcio a 5 ,squadra militante nel campionato di C1 promossa nella stagione 2018-19. Il Kroton Futsal è un'altra squadra cittadina di calcio a 5 che in passato ha disputato il campionato di Serie B ed ha vinto 2 coppe Italia regionali.
- Pallavolo Crotone: società di pallavolo femminile fondata nel 1979 raggiunge il suo culmine con il campionato di Serie B1, ha vinto 3 coppe regionali.
- Tobia Loriga ha vinto il titolo italiano di pesi welter e super-welter di pugilato.
- Soakro Crotone nella stagione 2025-26 partecipa per la prima volta alla serie A essendosi qualificata per la poule promozione.

### Impianti sportivi
Lo stadio comunale Ezio Scida è la più grande arena scoperta della città e sede del Football Club Crotone. Tra i principali palazzetti sportivi vi sono il PalaKrò e il PalaMilone. Il complesso Domenico Gabriele è dotato di una pista di atletica leggera e di un campo da calcio e football americano, sede della Achei Crotone. Nei pressi del complesso è situata anche la piscina olimpionica comunale la quale, insieme con la piscina Rari Nantes "L. Auditore" presso l'IIS Pertini-Santoni, costituiscono le strutture per attività natatorie più importanti della città.

### Eventi sportivi
Per due volte Crotone è stata sede di arrivo di una tappa del Giro d'Italia: nel 1985 la 9ª tappa Matera-Crotone, vinta da Paolo Rosola e nel 1996 la 5ª tappa Metaponto-Crotone, vinta da Ángel Edo. Ospita l'International Carnival Race (Vela) durante il carnevale. Ha ospitato l'Italia B e under 20 allo Stadio Ezio Scida. Ha ospitato le qualificazioni ai mondiali ed agli europei optimist di Vela.

## Galleria d'immagini

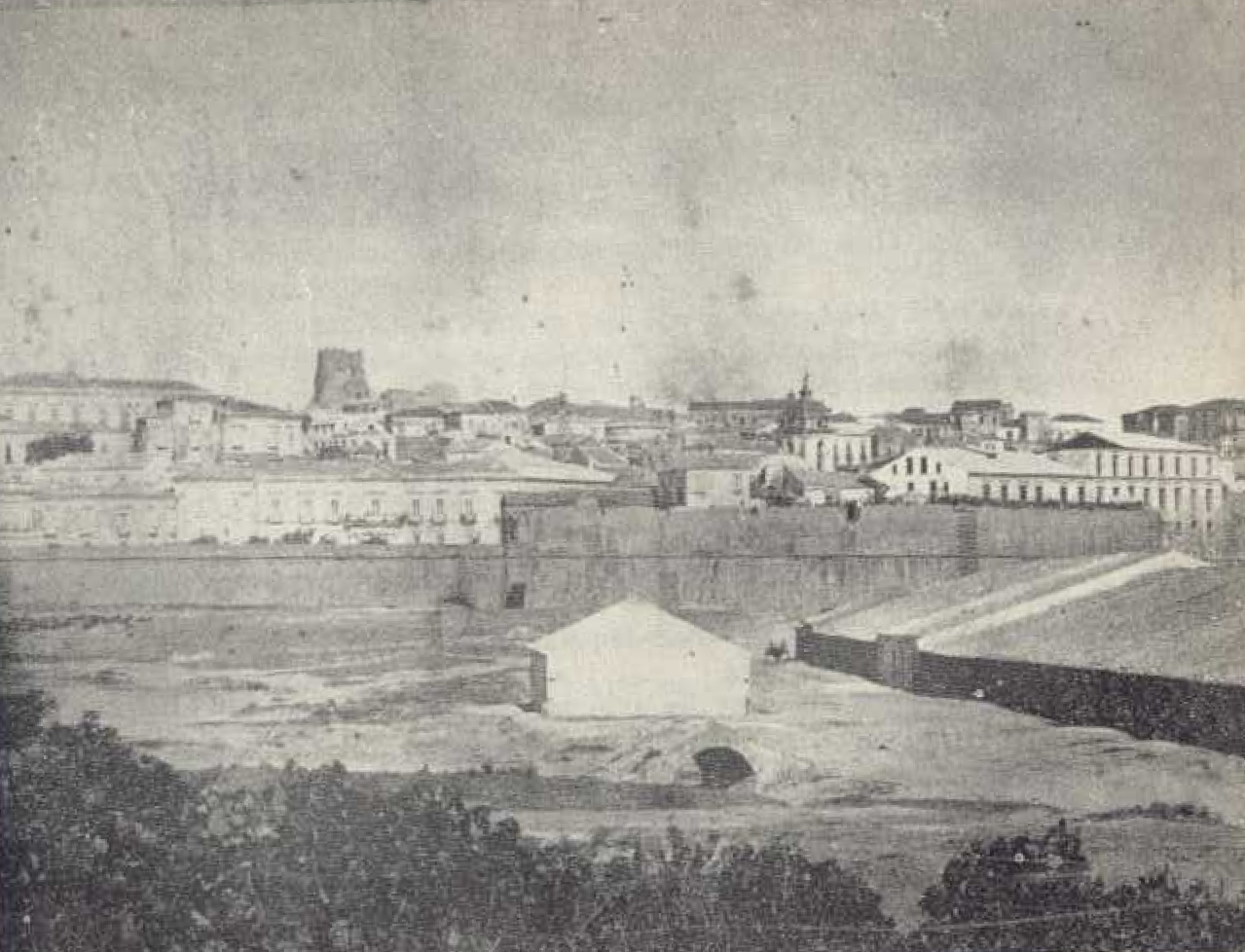
Crotone in una foto del 1835.
Il Monumento ai Caduti della Grande Guerra, inaugurato da Vittorio Emanuele III tra il 1915 e il 1918
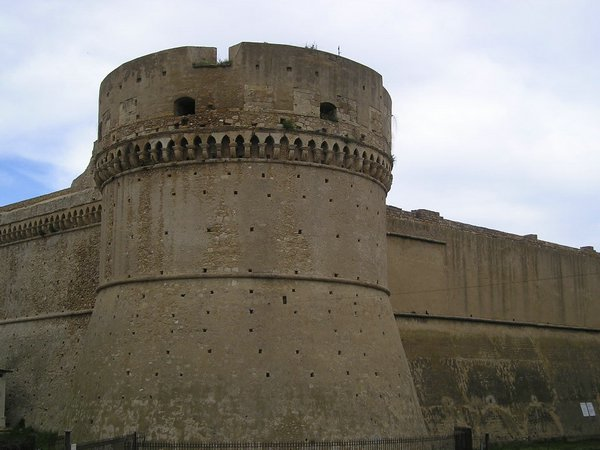
Il castello di Carlo V
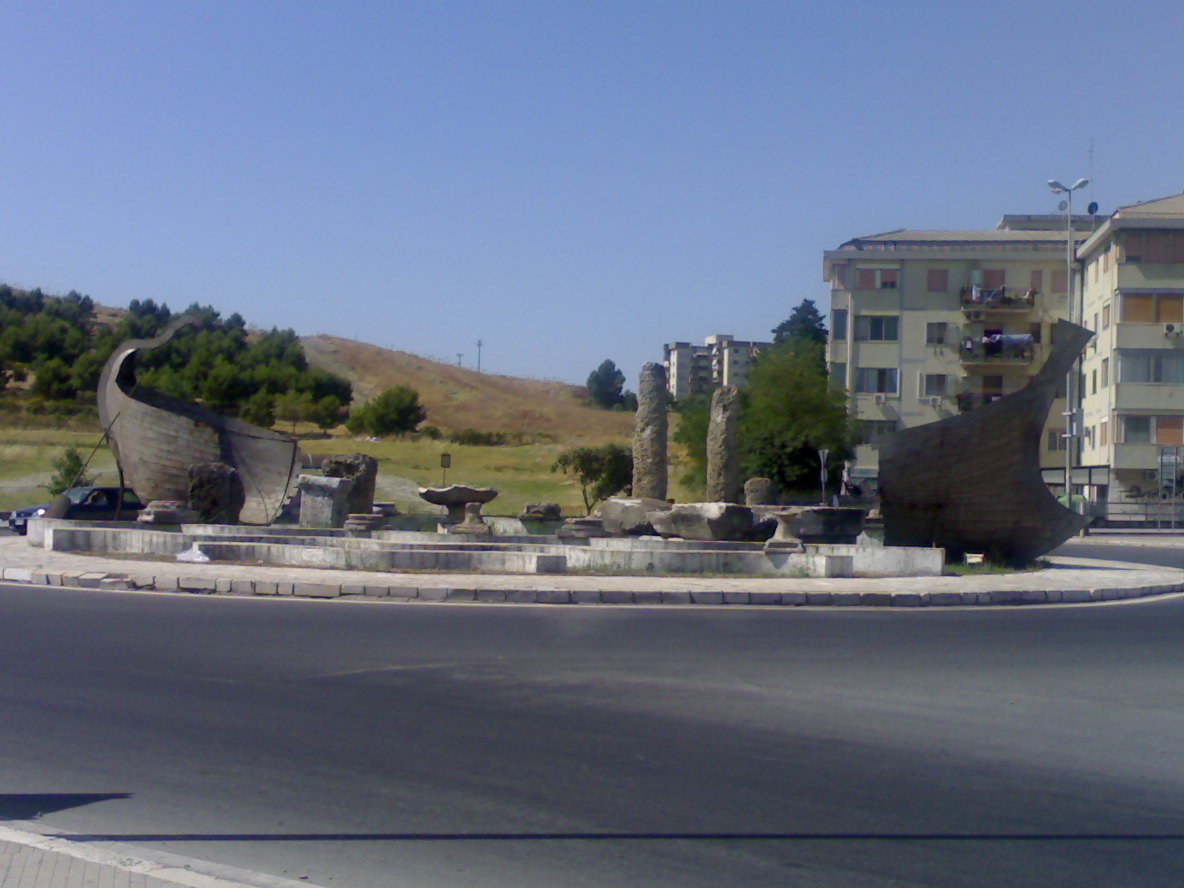
La barca romana di via Giovanni Paolo II
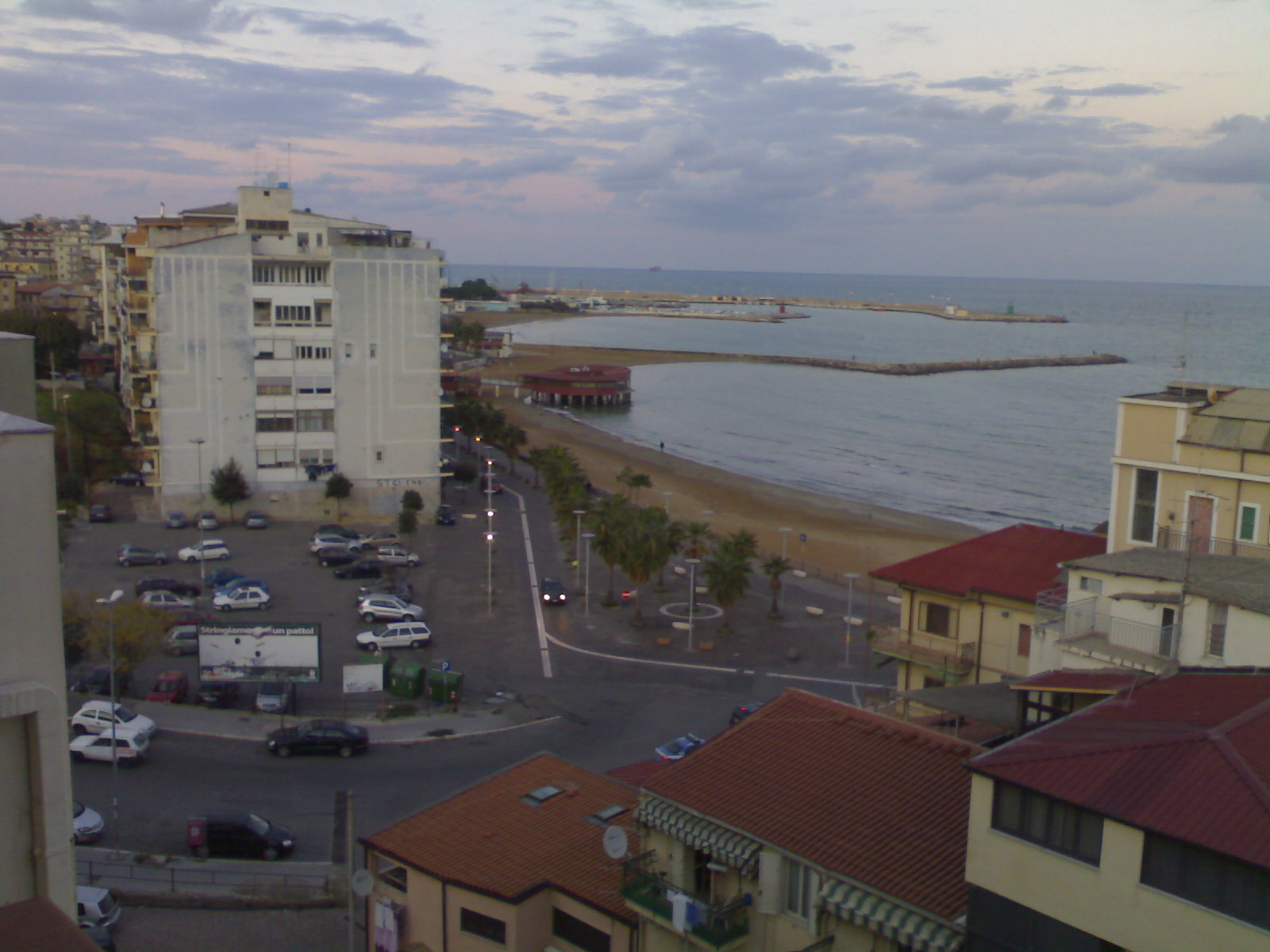
Il lungomare di Crotone con il porto sullo sfondo
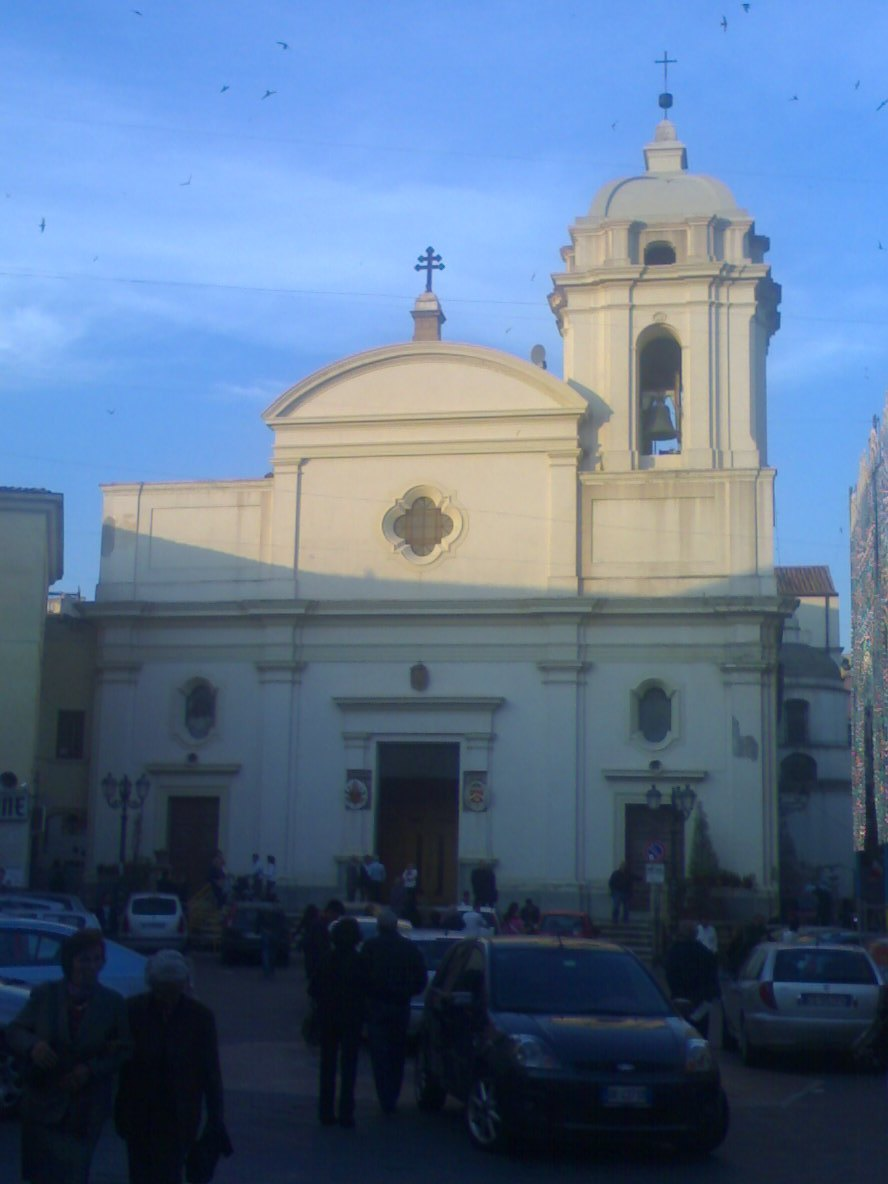
Il Duomo
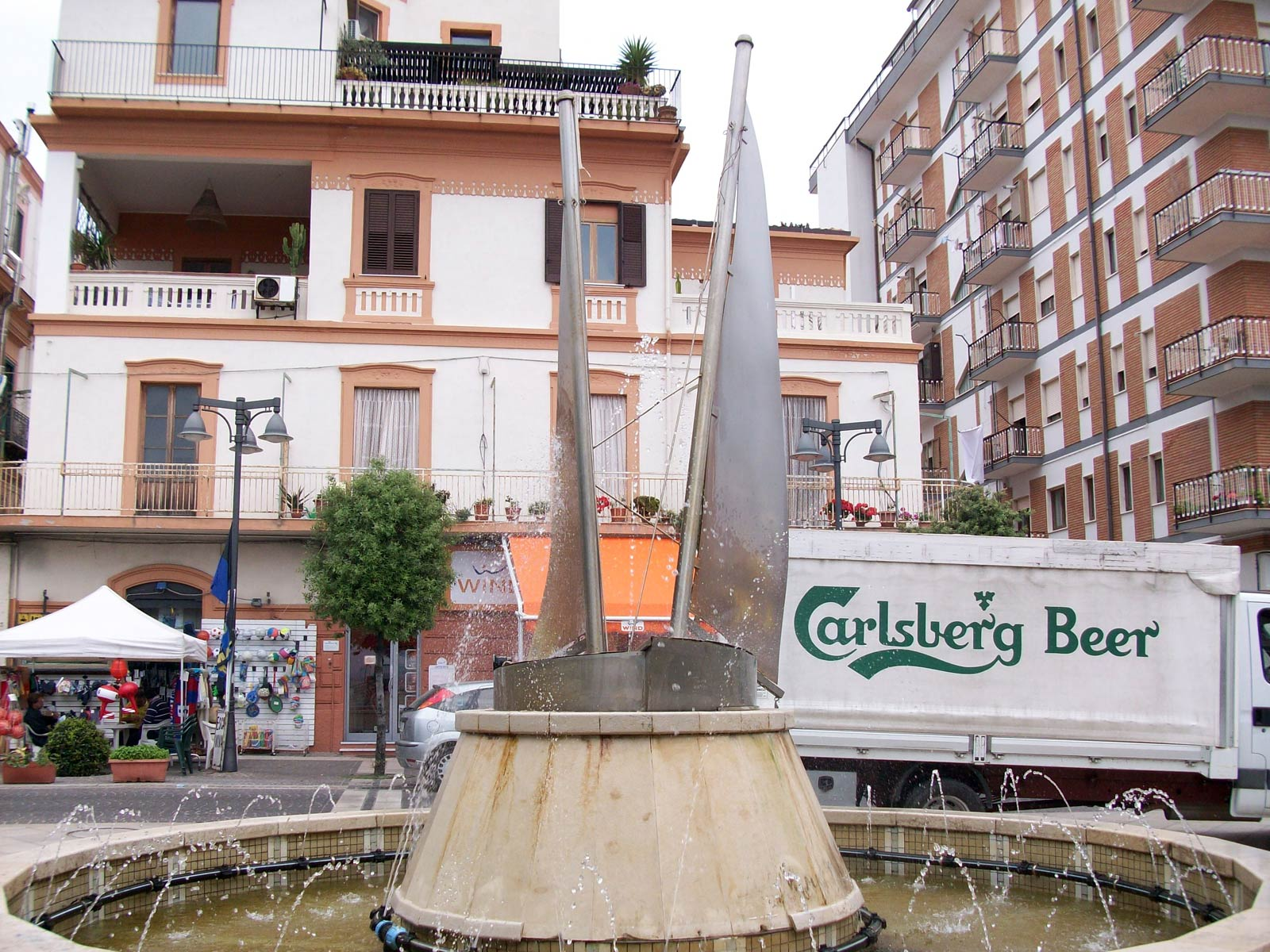
Piazza Rino Gaetano
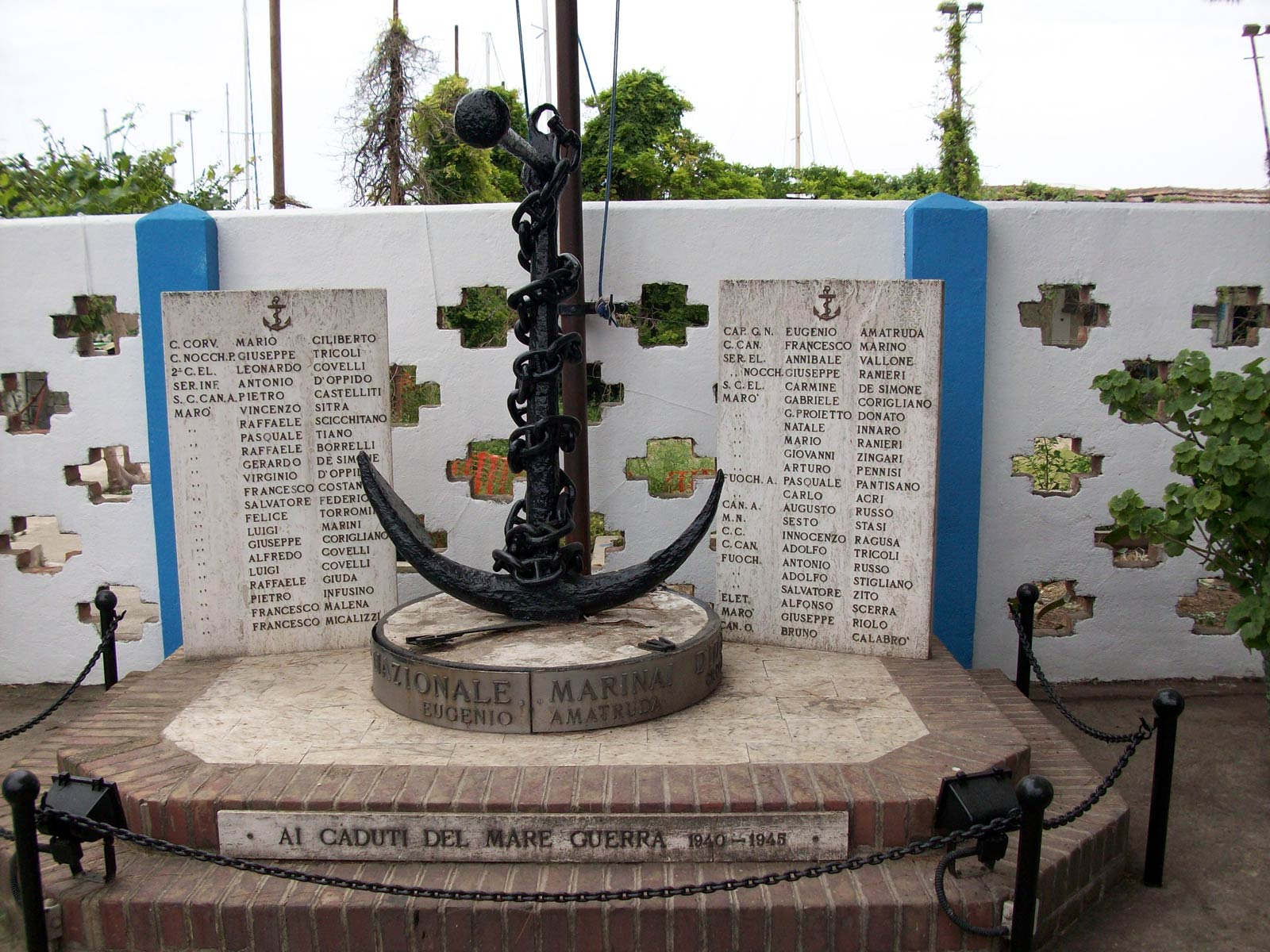
Monumento ai Caduti del Mare, opera realizzata dallo scultore crotonese Antonio Affidato nel 1964.
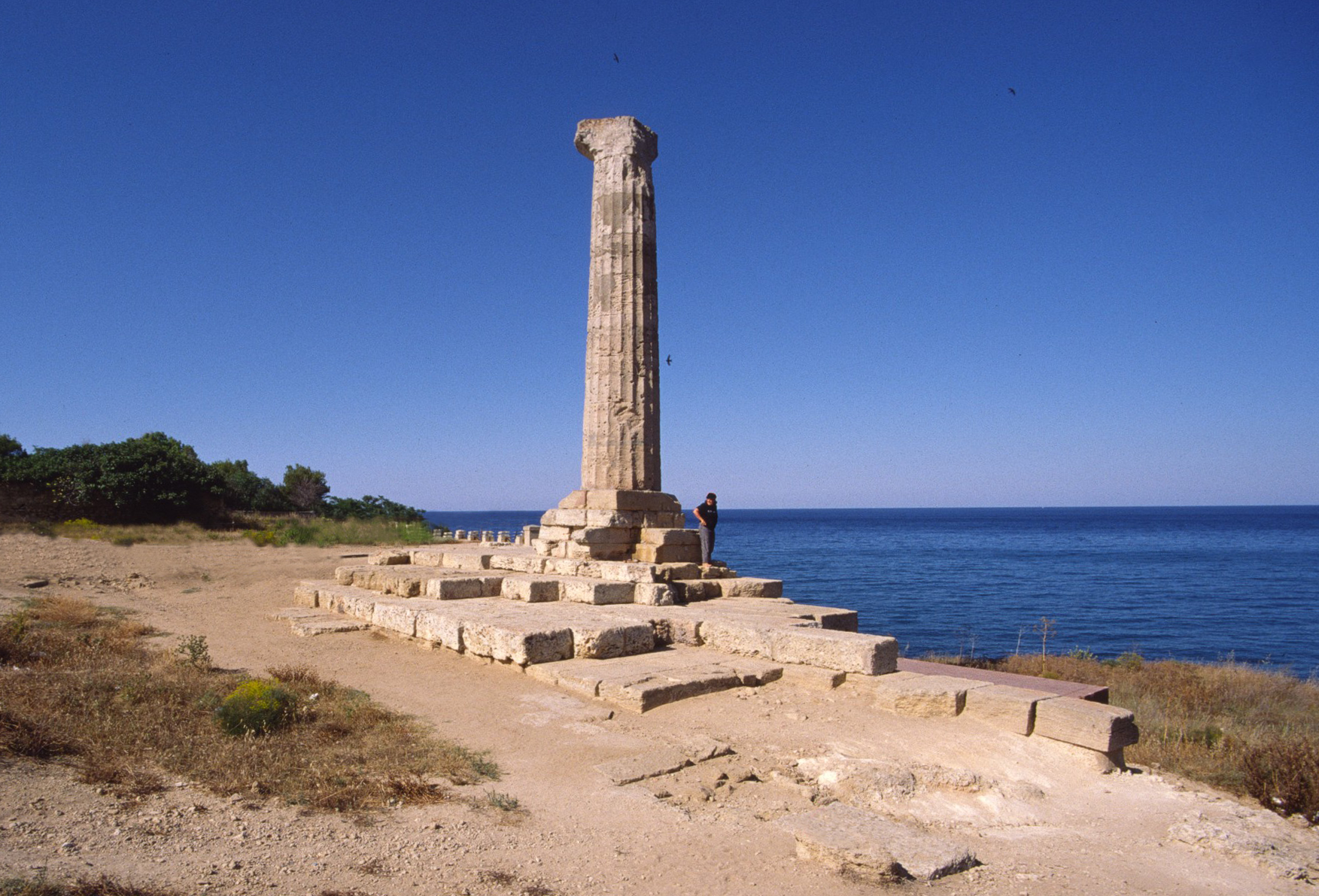
Colonna superstite del Tempio di Hera Lacinia
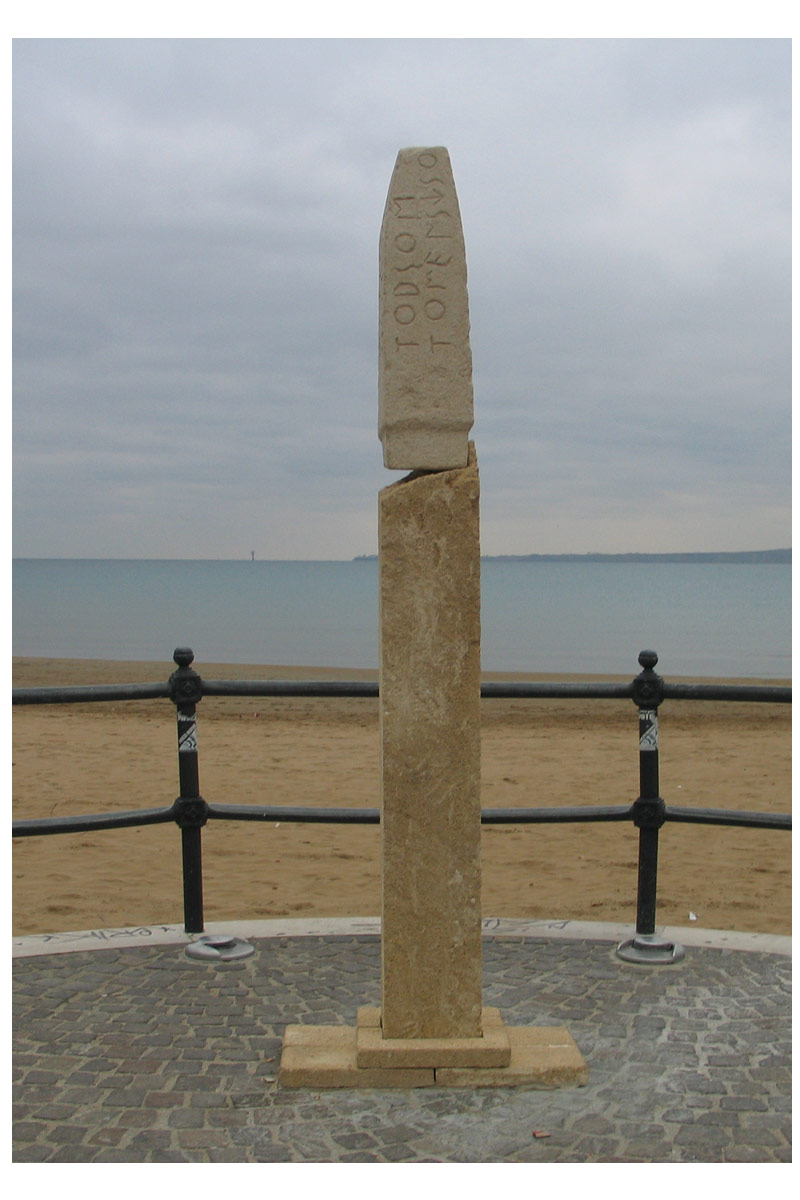
Monumento dedicato al reperto Il ceppo d'ancora di Phayllos, realizzato da Luigi Basile nel 2007.

### Periodici
- Carlo Migliavacca, Ricordo di un Eroe: il magg. pil. Giuseppe Cenni, in Aeronautica, n. 8-9, Roma, Associazione Arma Aeronautica, 2013. (PDF)